# Gold
Gold (mittelhochdeutsch golt; bereits althochdeutsch auch gold, zu einer indogermanischen Wurzel *ghel- ‚gelb‘) ist ein chemisches Element mit dem Elementsymbol Au (lateinisch aurum) und der Ordnungszahl 79. Es steht im Periodensystem zusammen mit Kupfer, Silber und Roentgenium in der 1. Nebengruppe (Gruppe 11). Gold gehört zudem zu den Übergangsmetallen und den Edelmetallen.
Bei Gold handelt es sich um ein gelblich glänzendes, inertes, seltenes, relativ weiches und sehr gut verformbares Metall. Es ist der Menschheit bereits seit der Antike bekannt und besitzt einen enormen kulturellen Einfluss als Symbol für Reichtum und Macht. Historisch hat es eine große Rolle als Zahlungsmittel in Form von Goldmünzen gespielt. Viele Kriege und Raubzüge sind auf die Gier nach Gold zurückzuführen.
Es gibt viele Anwendungen von Gold. Von den im Jahre 2021 geförderten etwa 3.560 Tonnen Gold wurde über die Hälfte von der Schmuckbranche verarbeitet, ein Viertel diente als Geldanlage (Investment), rund 11 % wurde von den Zentralbanken und rund 8 % von der Industrie nachgefragt. In der Natur kommt Gold wegen seiner Reaktionsunlust vor allem in gediegener (elementarer) Form vor.

## Geschichte
Gold zählt zu den ersten Metallen, die von Menschen verarbeitet wurden. Wegen seiner auffallend glänzenden gelben Farbe wurde es metallisch gediegen in der Natur gefunden. Es lässt sich sehr gut mechanisch bearbeiten und korrodiert nicht. Wegen der Beständigkeit seines Glanzes, seiner Seltenheit, seiner scheinbaren Unvergänglichkeit und seiner auffallenden Schwere verwendeten es viele Kulturen vor allem für herausgehobene rituelle Gegenstände und Schmuck.

### Frühgeschichte, europäisches Altertum und Mittelalter, präkolumbische Kulturen

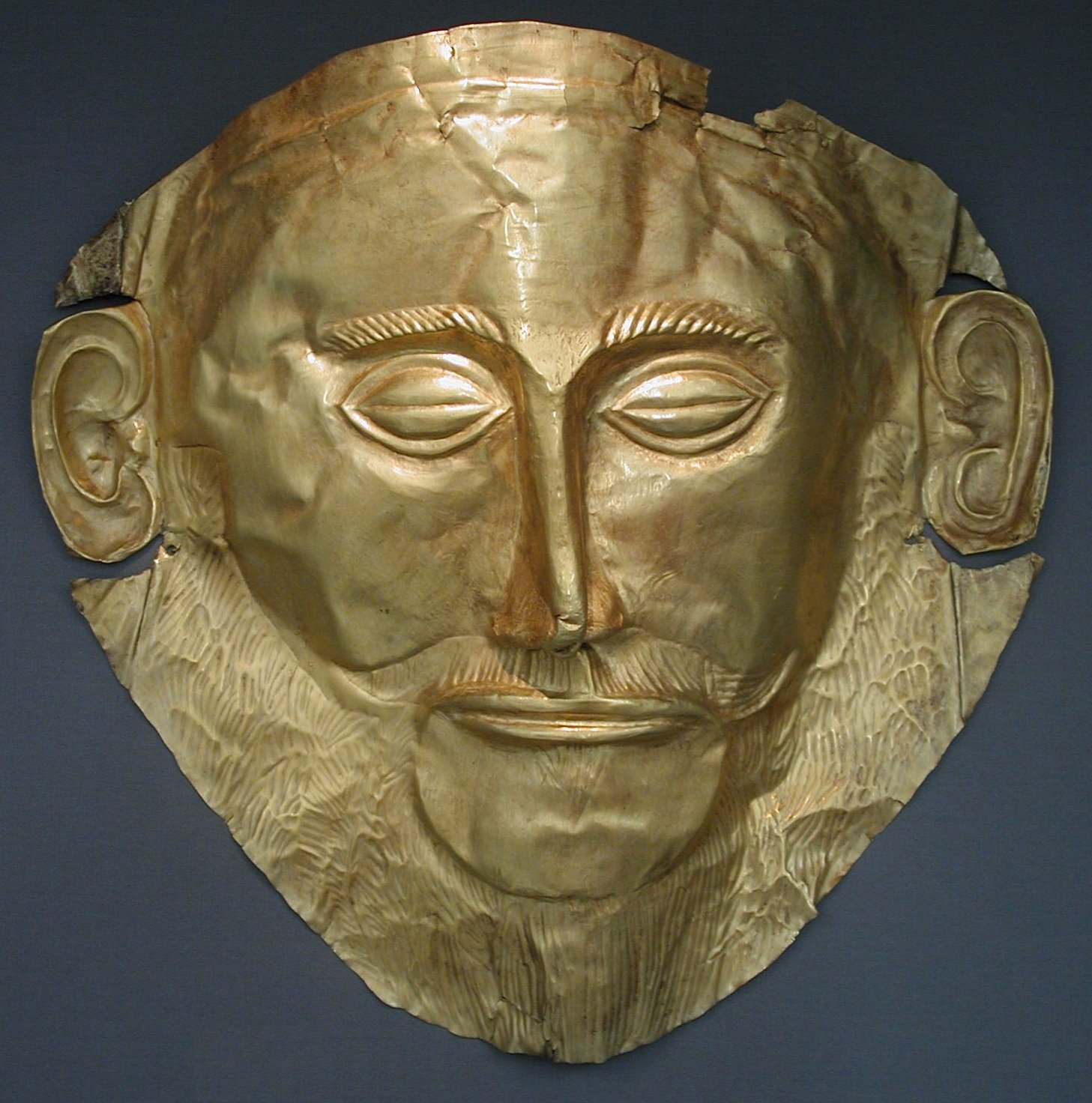
Die sogenannte Goldmaske des Agamemnon (ca. 1400 v. Chr.) im Nationalmuseum Athen

Die Goldgewinnung ist seit der frühen Kupferzeit nachgewiesen. Die leichte Legierbarkeit mit vielen Metallen, die moderate Schmelztemperatur und die günstigen Eigenschaften der Legierungen machten Gold als Werkstoff sehr attraktiv. Die Goldgewinnung und -reinigung erfolgte durch Goldwäscherei, Amalgamation und Kupellation (Oxidieren unedlerer Metalle mit Blei, auch Läuterung genannt) oder in Kombination der Verfahren.
Die ältesten bislang bekannten Goldartefakte der Menschheit stammen ebenfalls aus der Kupferzeit. Im Gräberfeld von Warna (Bulgarien) sind insgesamt etwa 3.000 goldene Objekte als Grabbeigaben niedergelegt worden. Sie werden zwischen 4600 und 4300 v. Chr. datiert. Aus der nur wenig späteren (ca. 4400–4200 v. Chr.) Wadi/Nahal Qana-Höhle (Palästina) stammen 8 massive Elektron-Ringe mit 70 % Goldanteil (bis 165 Gramm Gewicht). Mehr als 7.000 Goldobjekte sind aus dem 4. Jahrtausend v. Chr. aus Gräbern der osteuropäischen Maikop-Kultur bekannt. Der früheste Nachweis in Mitteleuropa liegt mit den beiden Goldscheiben im Depotfund von Stollhof (Niederösterreich) vor und stammt ebenfalls aus dem 4. Jahrtausend v. Chr. Seit dieser Zeit wurde Gold vereinzelt in Form von Schmuckgegenständen aus Südosteuropa importiert.
In Mittel- und Nordeuropa traten goldene Gegenstände vermehrt erst im dritten Jahrtausend v. Chr. als Grabbeigaben auf, vor allem in der endneolithischen Glockenbecherkultur. Beispiele sind die Ohrringe und die Haarspange beim Bogenschützen von Amesbury oder die 2013 gefundenen Goldringe eines Glockenbecher-Grabes aus Wustermark, Landkreis Havelland. Berühmte Beispiele aus der nachfolgenden Bronzezeit sind die Goldauflagen der Himmelsscheibe von Nebra (Frühbronzezeit) und die vier spätbronzezeitlichen Goldhüte.
Die alten Ägypter beuteten Vorkommen in Oberägypten und Nubien aus. So ist auf dem Turiner Papyrus auch die Lage einer Goldmine verzeichnet. Die Römer nutzten Fundstätten in Kleinasien, Spanien (Las Médulas), Rumänien und Germanien.
Die Sage von der Fahrt der Argonauten zum Goldenen Vlies nach Kolchis wurde anscheinend von den Seereisen griechischer Goldsucher angeregt.
In der Tora wird vom Goldenen Kalb erzählt, das sich die Israeliten als Götzenbild herstellten, während Moses die Zehn Gebote empfing, und vom Goldland Ophir. Das Neue Testament erwähnt Gold (neben Weihrauch und Myrrhe) als eines der Huldigungsgeschenke der Weisen aus dem Morgenland für den neugeborenen Jesus (Matthäus 2,11 ).
In Südamerika und Mesoamerika wurde schon sehr früh Gold verarbeitet. So beherrschten beispielsweise die Mochica in Peru bereits Anfang des ersten Jahrtausends die Legierungsbildung (Tumbago) sowie die Vergoldung und stellten Gegenstände für rituelle Zwecke aus mehreren Kilogramm Gold her.
Im europäischen Mittelalter wurde Gold durch Goldwäscherei (aus dem Rhein, aus Schwarzwald- und aus Alpenflüssen) oder im Bergbau gewonnen (in Westfalen [„Eisenberg“ bei Korbach], am hessischen Goldberg [Kassel], in Tirol [Tassul im Nons-Tal], im Fichtelgebirge [Goldkronach], in Schlesien [Reichenstein, Goldberg], im Harz [Goslar], in Böhmen [Kuttenberg], im Salzburgischen, in Niederungarn [Kremnitz] und im Siebenbürger Erzgebirge). Trotzdem war die Goldgewinnung in Europa unergiebig, Gold stammte zum großen Teil aus älteren Münzen.
Spätmittelalterliche und frühneuzeitliche Autoren, insbesondere auf dem Gebiet der Alchemie, nahmen eine Entstehung des Goldes durch Vermischung von „sauberem“ Schwefel und Quecksilber an. In der Heilkunde fand gefeiltes Gold unter anderem als Arzneimittel gegen die Epilepsie Verwendung.

### Neuzeit ab der Entdeckung Amerikas

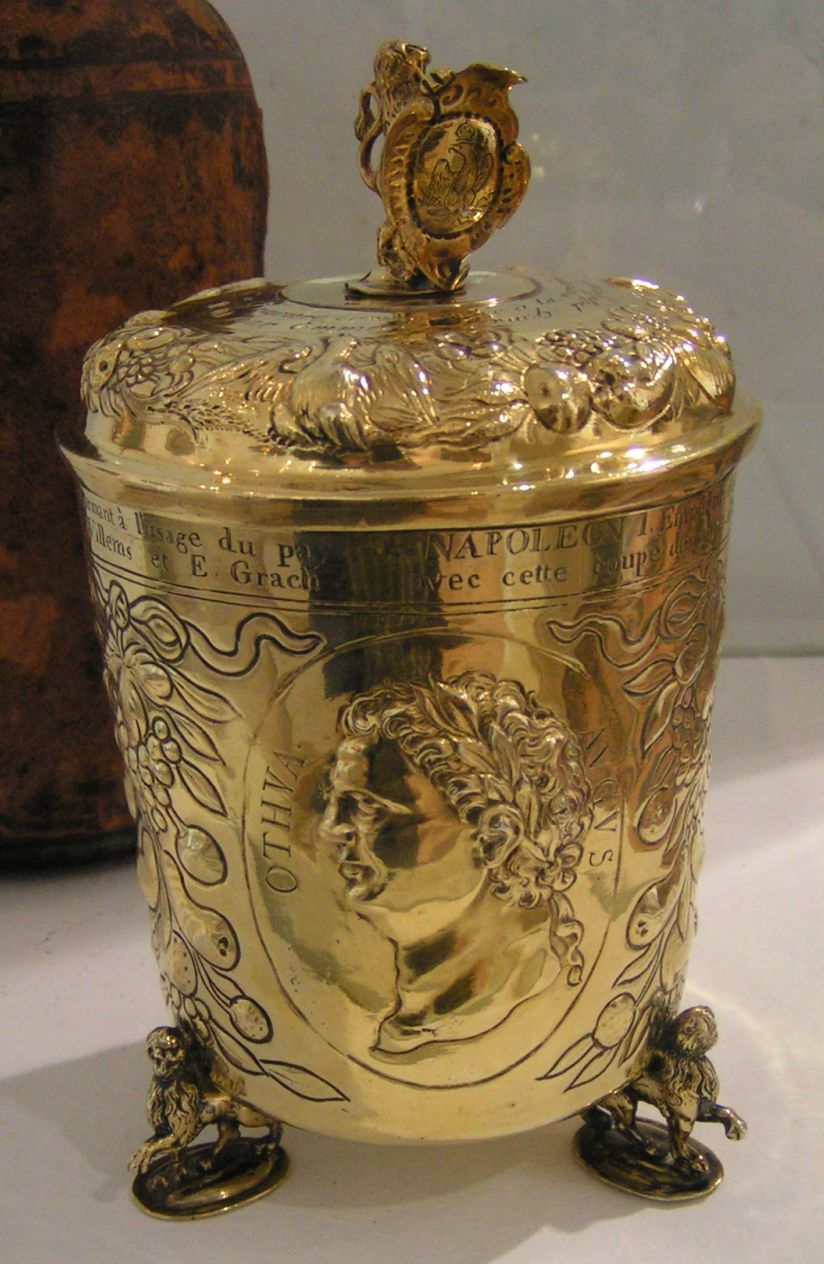
Goldener Napoleonbecher (Städtisches Museum Simeonstift, Trier)

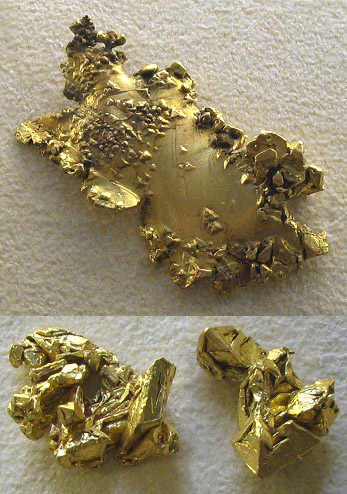
Gold-Nuggets
oben: Kalifornien (USA)
unten: Victoria (Australien)

Die Gier nach Gold wurde mit der Vormachtstellung der europäischen Seemächte Spanien, Portugal, England und Italien zu einem maßgeblichen Grund für Kriege und Eroberungszüge der Neuzeit. Das gilt für Westafrika (Timbuktu), dessen Gold über arabische Zwischenhändler nach Europa kam. Besonders der Goldreichtum der indigenen Völker in Mittel- und Südamerika lockte nach der Entdeckung Amerikas im Jahre 1492 europäische und insbesondere spanische Eroberer (Conquistadores) an, die Gold in Galeonen nach Europa brachten. Spanien wurde so eine Zeit lang zur reichsten Nation Europas.
Immer wieder lockten Goldfunde große Scharen von Abenteurern an. Im 19. Jahrhundert kam es auf verschiedenen Kontinenten zu Goldrausch genannten Massenbewegungen von Goldsuchern in die Gebiete großer Goldvorkommen. Beispiele hierfür sind der kalifornische Goldrausch im Jahre 1849 und der Goldrausch des Jahres 1897 am Klondike River in Alaska. Auch in Australien (Bathurst, Temora, Teetulpa und Coolgardie) und Südafrika (Witwatersrand) kam es zum Goldrausch.
Der schwankende Goldpreis sorgt oft für bedeutende soziale Veränderungen: So führte ein fallender Goldpreis in Südafrika zu einer starken Verarmung des von der Goldförderung lebenden Bevölkerungsteils. Im brasilianischen Amazonasraum ist der informelle Goldabbau durch Garimpeiros oft mit schwerwiegenden sozialen und ökologischen Folgen verbunden.

## Vorkommen

Der durchschnittliche Goldgehalt abgebauter Erze fällt immer weiter, mittlerweile auf unter 5 g/t

Der Goldanteil in der kontinentalen Erdkruste beträgt 4 ppb, also etwa 4 Gramm pro 1000 Tonnen Gestein. Der Anteil schwankt je nach Region – in Lagerstätten, die abgebaut werden, liegt der Goldanteil oft bei mehreren Gramm pro Tonne.
Gold kommt auf der Erde vorwiegend gediegen, das heißt in elementarer, metallischer Form vor. Es findet sich in primären Rohstoffvorkommen als goldhaltiges Gestein (Golderz) sowie in sekundären Vorkommen unter anderem in Seifen-Lagerstätten.
Etwa 43 % des 2017 geförderten Goldes stammen aus der Volksrepublik China, Australien, den Vereinigten Staaten von Amerika, Russland und Kanada. Die tiefsten Goldbergwerke der Welt befinden sich in Südafrika. Dort wird Gold fast 4000 Meter unter der Erdoberfläche abgebaut. Anfang 2011 plante das Bergbauunternehmen AngloGold Ashanti bereits Schächte in bis zu 5000 Metern Tiefe.
2016 fielen rund 17 % der geförderten Goldmengen als Nebenprodukt bei der Raffination anderer Metalle wie Kupfer, Nickel oder der anderen Edelmetalle an, sodass unter Umständen erst die Gewinnung von Gold als Nebenprodukt die Ausbeutung anderer Lagerstätten wirtschaftlich macht.
Insgesamt sind weltweit bisher rund 35.000 Vorkommen für gediegenes Gold bekannt, wobei rund 40 Fundstellen als signifikant betrachtet werden (Stand 2022).

### Ursprung des irdischen Goldes
Die meisten Elemente bis zum Eisen, aber schwerer als Wasserstoff, sind in vergangenen Sternen unter Energieabgabe durch Kernfusionen entstanden (siehe auch Nukleosynthese). Das auf der Erde vorkommende Gold ist – wie alle Elemente, die schwerer sind als Eisen – durch Kernkollaps-Supernova unter Energieaufnahme entstanden.
Im Jahr 1994 durchgeführte Computersimulationen sagten voraus, dass bei einer Kollision von zwei Neutronensternen aus dem dabei in den Weltraum herausgeschleuderten Material und den nachfolgenden Reaktionskaskaden neben anderen schweren Elementen rund 30 Erdmassen Gold entstehen. Am 17. August 2017 erfassten die LIGO-Detektoren Gravitationswellen, die als Kollision von zwei Neutronensternen in einer Entfernung von 130 Millionen Lichtjahren gedeutet wurden. Die Reaktionen der herausgeschleuderten Materie konnten daraufhin mit optischen Teleskopen beobachtet werden. Die gemessenen Spektrallinien bestätigten die Voraussage, dass bei diesem Ereignis große Mengen an Gold und anderen schweren Elementen entstanden.
Solange die frühe Erde noch keine feste Kruste hatte, ist alles Gold aufgrund seiner hohen Dichte ins Erdinnere gewandert. Wir finden nur noch Gold, das nach der Krustenbildung auf die Erde und vor allem in die Ozeane gelangt ist oder durch vulkanische Prozesse wieder an ihre Oberfläche kam.
Das Vorhandensein von schweren Metallen wie Gold in der Erdkruste und im Erdmantel stellt noch immer ein geologisches Rätsel dar. Theoretisch sollten diese Metalle aufgrund ihrer hohen Dichte und Affinität zu Eisen während der Frühzeit der Erde in den Erdkern abgesunken sein. Neue Forschungen bieten jedoch plausible Erklärungen für dieses Phänomen. Eine der Theorien besagt, dass schwere Metalle wie Gold und Platin durch Einschläge von großen Planetenresten und Asteroiden auf die Erde gelangt sein könnten. Diese Einschläge fanden vor etwa 3,8 bis 3,6 Milliarden Jahren statt. Die Metallkerne dieser Himmelskörper könnten genügend Gold und andere schwere Metalle enthalten haben, um die irdischen Vorkommen anzureichern. Anhand geophysikalischer Modelle, die die Vorgänge beim Einschlag eines großen Asteroiden rekonstruieren, geht man davon aus, dass sich an der Einschlagsstelle ein lokaler Magmaozean bildet, unter dem eine dünne, halbgeschmolzene Übergangsschicht liegt. Diese Schicht dient als temporäre Falle für die Metalle aus dem Impaktor und verhindert ihr Absinken in den Erdkern. Die Metalle bleiben nicht dauerhaft in der Übergangsschicht gefangen. Durch Mantelkonvektion, einem langsamen zirkulären Fluss des Erdmantels, werden sie über Milliarden von Jahren wieder an die Oberfläche transportiert. Dieser Prozess ermöglicht es den schweren Metallen, im Erdmantel und in der Erdkruste erhalten zu bleiben, anstatt in den Erdkern abzusinken.

### Primäre Lagerstätten (Berggold)
Die folgenden Abschnitte führen einige der wichtigsten Typen primärer Goldlagerstätten auf:

#### Witwatersrand-Typ (Paläo-Seifenlagerstätte)
Das Witwatersrand-Goldfeld in Südafrika ist mit Abstand das größte der Welt. Bislang hat diese Lagerstätte mehr als 52.000 t Gold geliefert. Die Erzkörper sind frühproterozoische (etwa 1,8 Milliarden Jahre alte) Paläo-Flussschotter, die gediegen Gold, Pyrit und lokal abbauwürdige Konzentrationen von Pechblende (Uranerz) enthalten. Die genaue Genese der Lagerstätte war lange Zeit umstritten. Mittlerweile wird die Lagerstätte als eine reine Paläo-Seifenlagerstätte interpretiert, womit sie unter die sekundären Lagerstätten fiele. Etwa 25 % des gefundenen Goldes weisen eine Form auf, die für einen Transport durch hydrothermale Lösungen typisch ist, während es sich bei 75 % des Goldes um die typischen Nuggets handelt, die für einen fluvialen Transport sprechen, wobei man heute von einer nachträglichen Mobilisation des Goldes ausgeht. Neuere Isotopenuntersuchungen legen nahe, dass eine sehr kleinräumige hydrothermale Mobilisation des Goldes von wenigen Millimetern bis Zentimetern stattfand, sodass dieses Gold wahrscheinlich ursprünglich aus den Flussschottern stammt. Das Vorhandensein von gerundeten Pyrit- und Pechblende-Klasten zeigt aber auf jeden Fall an, dass diese zum ursprünglichen Bestand der Flussschotter gehörten. Sie zeigen damit an, dass die Erdatmosphäre zu diesem Zeitpunkt nur einen geringen Gehalt an Sauerstoff besessen haben kann, da diese Minerale unter oxidierenden Bedingungen nicht stabil sind.
Die Ressourcen der Lagerstätte liegen noch bei mehreren zehntausend Tonnen Gold, allerdings in erheblicher Tiefe. Hier befinden sich die tiefsten Bergwerke der Welt (nahezu 4000 m); ihr Abbau ist deshalb nur bei hohen Goldpreisen wirtschaftlich. Die Lagerstätte macht 40 % des weltweit bisher geförderten Goldes plus Ressourcen aus.

#### Orogene Goldlagerstätten

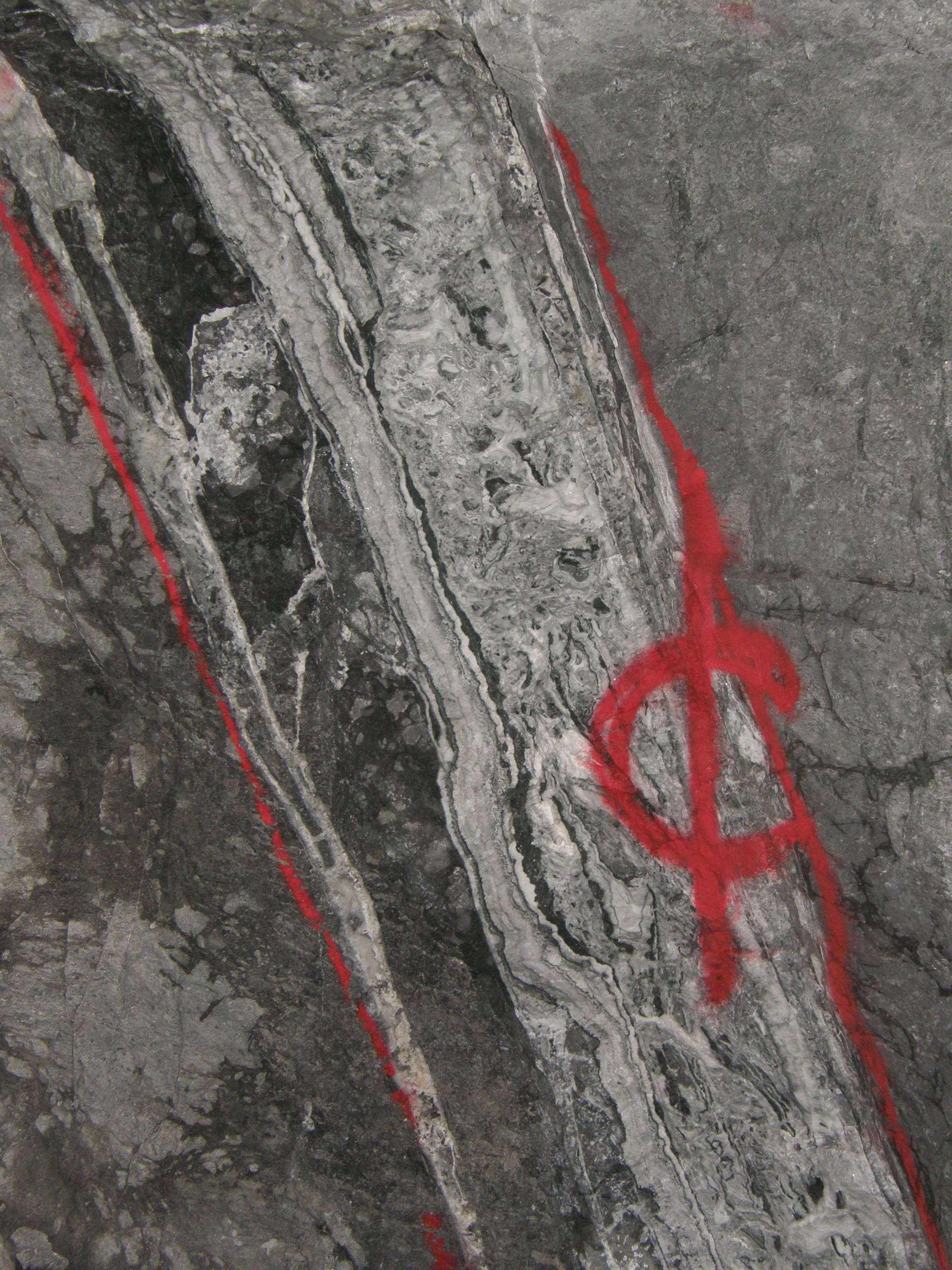
Epithermaler Gold-Silber-Erzgang in Basalt, aufgeschlossen in einem untertägigen Goldbergwerk, Nevada, USA

Einige der wichtigsten Goldlagerstätten der Erde gehören den orogenen (mesothermalen) Ganglagerstätten an. Diese Lagerstätten kommen meist in metamorph-überprägten und deformierten marinen Sedimenten und Magmatiten vor. Sie entstehen während der Gebirgsbildung und sind damit an alte und junge Faltengürtel gebunden. Bei der Gebirgsbildung werden aus den involvierten Gesteinen metamorphe Fluide freigesetzt, die Quarz, wenig Sulfide und Gold in Spalten absetzen. Die Fluide haben einen neutralen Charakter und Temperaturen zwischen 250 °C und 400 °C. Bei den Sulfiden handelt es sich meist um Pyrit und Arsenopyrit. Die Goldgehalte sind meist sehr hoch, mehr als 10 g/t sind keine Seltenheit. Die Lagerstätten dieses Typs bildeten sich durch die gesamte Erdgeschichte mit bedeutenden Vorkommen in den archaischen Grünsteingürteln Afrikas und Westaustraliens, während des Proterozoikums (USA, Ghana, Brasilien), den paläozoischen Lagerstätten Victorias (Australien) oder den jungen alpidischen Vorkommen in den Alpen („Tauern-Gold“).
Es handelt sich meist um reine Goldlagerstätten ohne Gewinnungsmöglichkeit für andere Metalle. Einige wenige Lagerstätten enthalten allerdings solch hohe Gehalte an Arsen, dass sie zu den wichtigsten Vorkommen dieses Halbmetalls gehören.

#### Epithermale Goldlagerstätten
Epithermale Goldlagerstätten sind eng mit jungem felsischen Magmatismus an Subduktionszonen (Inselbögen, Ozean-Kontinent-Kollisionen) verbunden. Heiße hydrothermale Fluide aus den Magmen bzw. durch den Magmatismus aufgeheizte Hydrothermale Fluide transportieren das Gold und setzten es auf Gängen, in Form von Stockwerksvererzungen oder als Imprägnation im Gestein wieder ab. Es wird in „Low-sulfidation“- und „High-sulfidation“-Epithermallagerstätten unterschieden, die sich durch unterschiedliche Fluide und damit verbunden unterschiedliche Mineralführung auszeichnen. „Low-sulfidation“-Lagerstätten formen sich aus neutralen hydrothermalen Wässern mit Temperaturen von 200 bis 300 °C, während „High-sulfidation“-Lagerstätten aus sehr sauren und oxidierenden Fluiden mit bis über 300 °C geformt werden. Beide Typen unterscheiden sich hinsichtlich der Mineralführung. Erzgehalte liegen gewöhnlich zwischen 1 und 10 g Gold pro Tonne sowie einem Goldinhalt von wenigen 10 bis über 1000 t. Einige „High-sulfidation“-Vorkommen beinhalten große Mengen an Silber und Buntmetallen. Neuere Untersuchungen aus aktiven Hydrothermalfeldern in Neuseeland deuten darauf hin, dass sich große Lagerstätten dieses Typs mit 1000 t Goldinhalt in gerade einmal 50.000 Jahren bilden können.
Bedeutende Beispiele für diesen Lagerstättentyp gibt es unter anderem in Papua-Neuguinea, Neuseeland, Mexiko, Peru und Rumänien.

#### Carlin-Typ

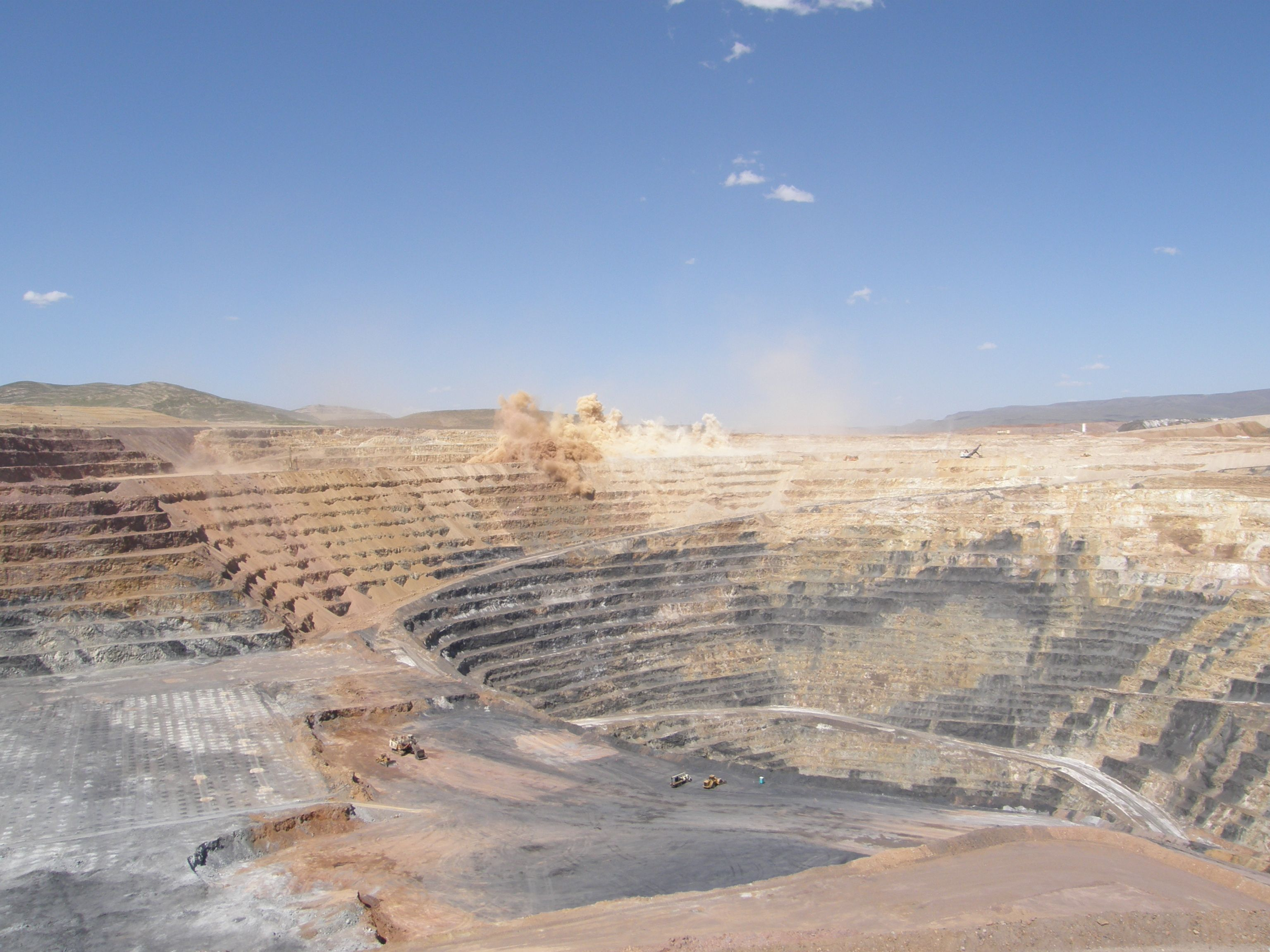
Carlin-Typ-Goldlagerstätte in Nevada, USA

Bei diesem Typ handelt es sich um Lagerstätten in karbonatischen Gesteinen. Die bedeutendsten Vorkommen dieses Typs liegen in Utah und Nevada (USA). Die dortigen Lagerstätten bildeten sich in einem kurzen Intervall vor 42 bis 30 Millionen Jahren. Sie formten sich aus reduzierten, mäßig sauren Fluiden mit Temperaturen von 150 bis 250 °C in Tiefen über 2000 m. Die Erzkörper können wenige bis mehr als 100 Millionen Tonnen Erz enthalten bei Gehalten zwischen 1 und 10 g/t. Gold ist meist an feinverteilten arsenreichen Pyrit gebunden. Dadurch ist die Aufbereitung dieser Erze relativ aufwendig.

#### IOCG-(Iron-Oxide-Copper-Gold-)Typ

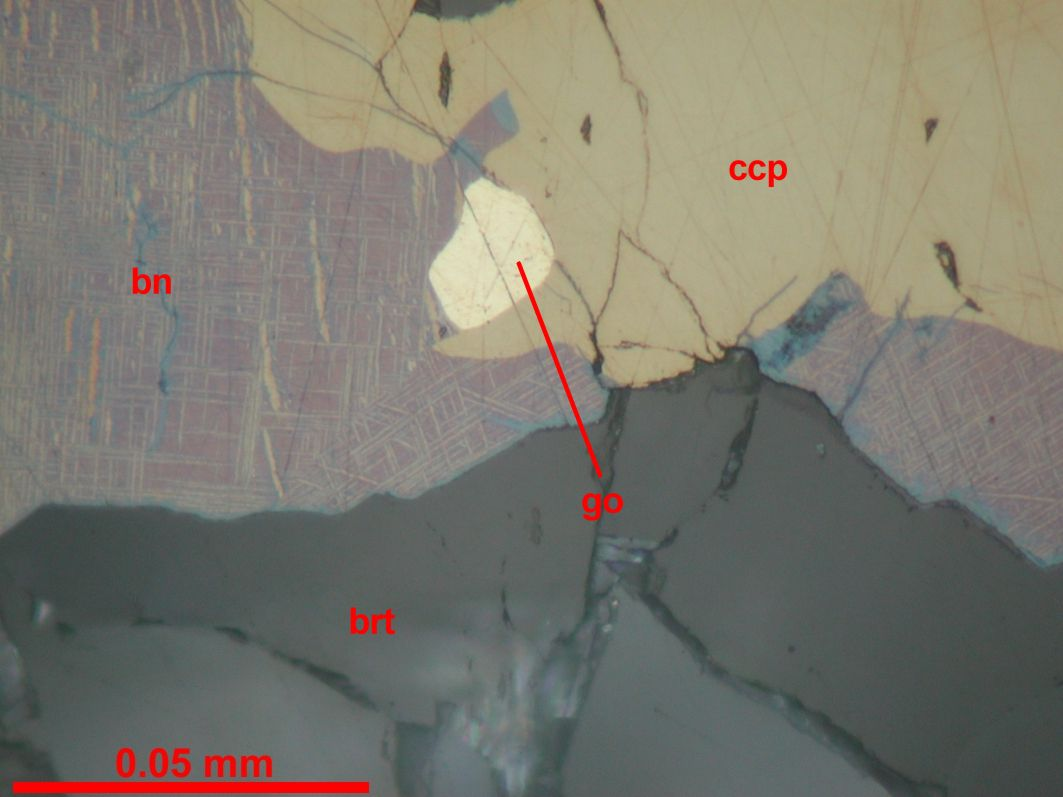
Gediegen Gold (go) zwischen Bornit (bn) und Chalkopyrit (ccp) in Baryt (brt), Südaustralien

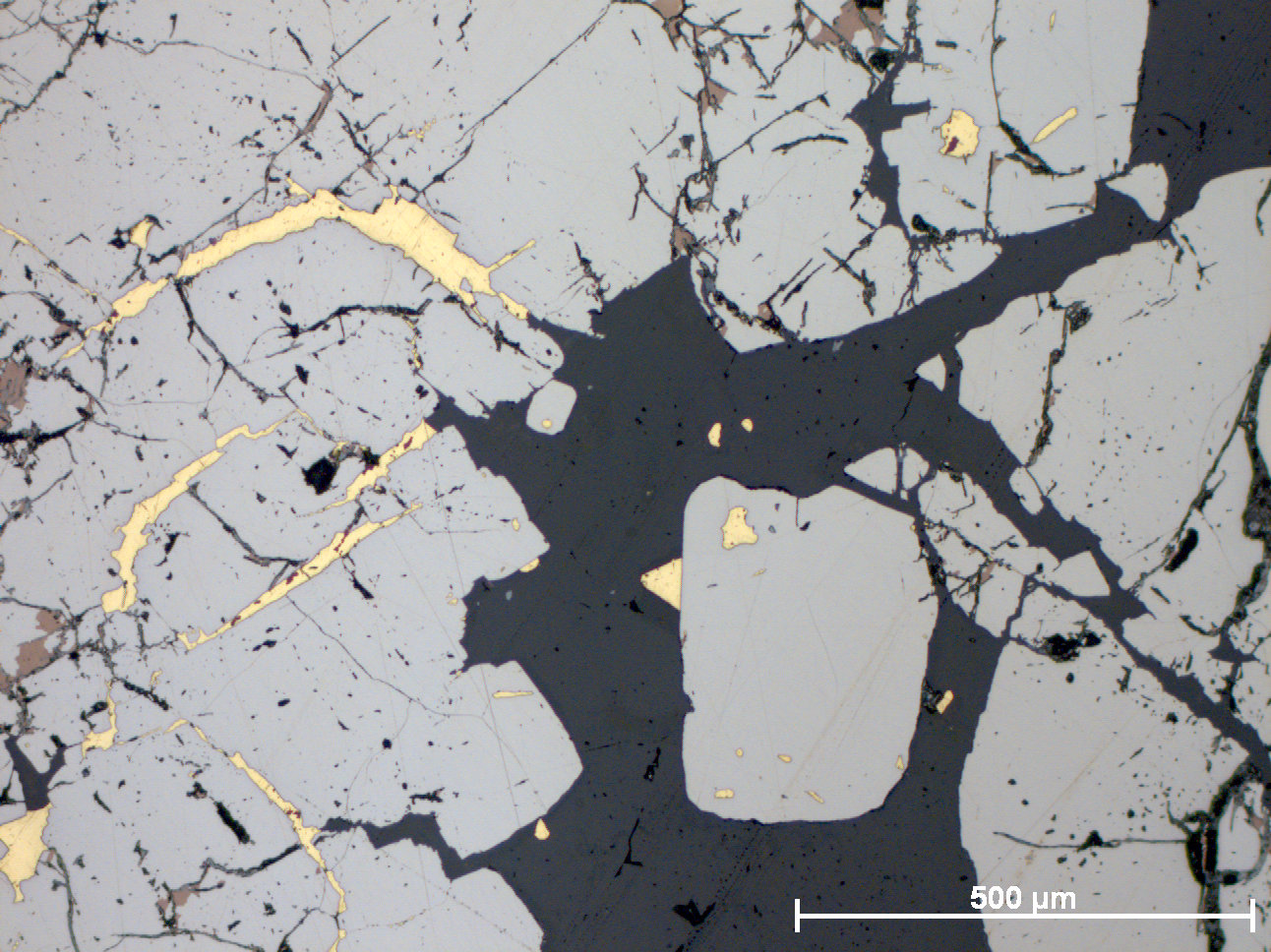
Gediegen Gold (intensiv gelb) zwischen Pyrit (blassgelb) und Quarz (dunkelgrau), Südaustralien

IOCG-Lagerstätten kommen in felsischen Magmatiten wie Graniten und Rhyolithen vor. Es handelt sich dabei um große hydrothermale Brekzienkörper mit hohen Gehalten an Eisen in Form von Hämatit und/oder Magnetit. Diese Lagerstätten entstanden vermutlich unter einem Vulkankomplex. Bei einem Ausbruch führten hydrothermale Fluide zur Bildung von Brekzien aus Magmatiten und setzten Eisenoxide, Kupfersulfide, gediegenes Gold sowie weitere Minerale ab. Die bedeutendsten Lagerstätten dieses Typs befinden sich in mesoproterozoischen Gesteinen Australiens wie Earnest Henry (Queensland), Prominent Hill und Olympic Dam (beide im Bundesstaat South Australia). Letztere stellt einen der größten Erzkörper der Erde dar mit derzeit vermuteten Ressourcen von 8,4 Milliarden Tonnen Erz. Die Erzgehalte liegen zwischen 0,5 und 2 % für Kupfer und 0,5 und 1,5 g/t für Gold. In den meisten Lagerstätten dieses Typs befinden sich reine Kupfer- und Goldvorkommen, während Olympic Dam auch Uran und Silber enthält. Diese Lagerstätte stellt die größte bekannte Uranlagerstätte der Erde dar.

#### Porphyrische Cu-Au-Lagerstätten
Solche Lagerstätten finden sich weltweit in jungen Gebirgskomplexen. Es handelt sich um große Erzkörper in intermediären bis sauren plutonischen Magmatiten. Die Erzminerale (Pyrit, Chalkopyrit, Bornit, Chalkosin, Molybdänit) kommen feinverteilt auf ein Netz aus Klüften im Gestein vor. Die Erzkörper beinhalten einige 10 Millionen bis mehreren Milliarden Tonnen Erz. Die größte Lagerstätte dieses Typs ist Chuquicamata in Chile mit über 10 Milliarden Tonnen Erz. In den USA ist Bingham Canyon die bedeutendste Lagerstätte und einer der größten Goldproduzenten des Landes. Die Erzgehalte sind vergleichsweise gering mit 0,5 bis 1 % Kupfer und 0,1 bis 1 g/t Gold, aber die Größe der Erzkörper lässt eine wirtschaftliche Gewinnung zu. Oftmals sind diese Lagerstätten mit Skarnlagerstätten assoziiert und es finden sich epithermale Goldlagerstätten im weiteren Umfeld.

#### VHMS-/SHMS-Lagerstätten
Diese Lagerstätten bilden sich im marinen Bereich. Volcanic Hosted Massive Sulfides (VHMS) sind an basische Magmatite (meist Basalte) gebunden, während Sediment Hosted Massive Sulfides (SHMS) in marinen Sedimentgesteinen vorkommen. Meist handelt es sich bei diesen Lagerstätten um reine Buntmetalllagerstätten (Blei, Zink, Kupfer), einige enthalten aber auch gewinnbare Beimengungen von Gold, Silber und anderen Elementen. Die devonische SHMS-Lagerstätte Rammelsberg bei Goslar im Harz stellt mit 28 Millionen Tonnen Erz und einem Goldgehalt von 1 g/t als Beimengung zu den extrem hohen Blei- und Zinkgehalten die bedeutendste deutsche Goldlagerstätte dar.

### Sekundäre Lagerstätte (Waschgold/Seifengold)

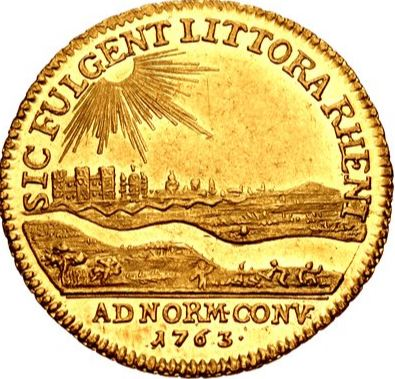
Rheingolddukat

Fast alle europäischen Flüsse führen Spuren von Gold mit sich. Dieses war zuvor in Form zumeist kleiner, dünner Blättchen in Gestein eingelagert. Durch Verwitterungsprozesse des umgebenden Gesteins wird es freigesetzt und gelangt so ins Flusswasser und wird als Fluss-Seife abgelagert.
Auf den Geröllbänken des Hoch- und Oberrheines wie bei Istein finden sich davon geringe Mengen, insbesondere Flitter. Diese als Rheingold bezeichneten Sekundärablagerungen wurden in den vergangenen Jahrhunderten mit mäßigem Ertrag ausgewaschen (siehe dazu Flussgolddukaten). Der einzige offizielle Goldproduzent Deutschlands, ein seit 2008 zur Holcim-Gruppe gehörendes Kieswerk bei Rheinzabern, nutzt ebenfalls diese Vorkommen. Die so gewonnenen Mengen Gold sind jedoch nur gering und bewegten sich in den letzten Jahren im Bereich von 10–15 kg pro Jahr.

### Förderung weltweit

Zeitliche Entwicklung der weltweiten Goldförderung

Die Weltjahresförderung betrug 2008 noch 2.260 Tonnen, 2011 bereits 2.700 Tonnen, seit dem Jahr 2015 werden jedes Jahr bereits mehr als 3.000 Tonnen Gold abgebaut, etwa hundertmal mehr als im 19. Jahrhundert. Aktuell wird in zwei Jahren mehr Gold gefördert, als in den tausend Jahren des Mittelalters zusammen dokumentiert ist.
Das meiste Gold wurde lange Zeit in Südafrika gefördert, dessen Fördermengen jedoch bereits seit den 1970er Jahren sinken. Im Jahr 2007 förderte Australien die größte Menge. Seit 2008 stammt die größte Fördermenge aus der Volksrepublik China, gefolgt von Australien. Ebenfalls seit 2008 fördern die USA mehr Gold als Südafrika, seit 2010 liegt die Fördermenge Russlands über der von Südafrika. 2019 und 2020 waren China, Australien und Russland die führenden Goldabbauländer und produzierten jeweils über 300 t Gold. Zusätzlich zur Förderung spielt bei Gold aber auch das Recycling eine relevante Rolle. So wurden 2020 alleine in den USA 92 t Gold aus Metallschrott gewonnen.
| Land                | Fördermenge (in t) | Fördermenge (in t) | Fördermenge (in t) | Fördermenge (in t) | Fördermenge (in t) | bekannte Reserven 2022 |
| Land                | 2007               | 2011               | 2014               | 2019               | 2020               | bekannte Reserven 2022 |
| ------------------- | ------------------ | ------------------ | ------------------ | ------------------ | ------------------ | ---------------------- |
| Volksrepublik China | 275                | 355                | 450                | 380                | 365                | 02.000                 |
| Australien          | 246                | 270                | 270                | 325                | 328                | 11.000                 |
| Russland            | 157                | 200                | 245                | 305                | 305                | 06.800                 |
| Vereinigte Staaten  | 238                | 237                | 211                | 200                | 193                | 03.000                 |
| Kanada              | 101                | 110                | 160                | 175                | 170                | 02.200                 |
| Südafrika           | 252                | 190                | 150                | 105                | 096                | 05.000                 |
| Peru                | 170                | 150                | 150                | 128                | 087                | 02.000                 |
| Usbekistan          | 085                | 090                | 102                | 093                | 101                | 01.800                 |
| Mexiko              | 039                | 085                | 092                | 111                | 102                | 01.400                 |
| Ghana               | 084                | 100                | 090                | 142                | 125                | 01.000                 |
| Brasilien           | 040                | 055                | 070                | 090                | 078                | 02.400                 |
| Indonesien          | 118                | 100                | 065                | 139                | 086                | 02.600                 |
| Papua-Neuguinea     | 065                | 070                | 060                | 074                | 054                | 01.100                 |
| Chile               | 042                | 045                | 050                |                    |                    | 00n.bek.               |
| Argentinien         |                    |                    |                    | 060                | 059                | 01.600                 |
| Burkina Faso        |                    |                    |                    |                    | 058                | 00n.bek.               |
| Kolumbien           |                    |                    |                    |                    | 048                | 00n.bek.               |
| Kasachstan          |                    |                    |                    | 107                | 063                | 01.000                 |
| Sudan               |                    |                    |                    | 090                | 090                | 00n.bek.               |
| Tansania            |                    |                    |                    |                    | 047                | 00n.bek.               |
| Mali                |                    |                    |                    | 061                |                    | 00800                  |
| Andere Länder       | 471                | 630                | 695                | 716                | 572                | 09.200                 |
| Summe (gerundet)    | 2.380              | 2.700              | 2.860              | 3.300              | 3.030              | 54.000                 |

Weltweit existieren nur einige große Goldförderunternehmen, deren Aktien an den Börsen gehandelt werden. Dazu gehören etwa Agnico Eagle Mines, AngloGold Ashanti, Barrick Gold, Freeport-McMoRan Copper & Gold, Gold Fields Ltd., Goldcorp, Kinross Gold, Newmont Mining und Yamana Gold.

### Goldbestand weltweit
In der gesamten Geschichte der Menschheit wurden bis Ende 2017 schätzungsweise 190.000 Tonnen gefördert. Dies entspricht einem Würfel mit 21 Metern Kantenlänge (rund 9800 Kubikmetern) reinem Gold und rund 24,3 g (also etwas mehr als ein Kubikzentimeter) pro Kopf der Weltbevölkerung. Etwa 34.000 Tonnen (Stand 2019) befinden sich im Besitz von Zentralbanken, siehe auch Goldreserve.

### Vorkommen in Europa
Die Förderung von Gold in Europa – am meisten in Finnland und Schweden – ist im internationalen Vergleich unbedeutend. Die rumänischen Golderzvorkommen sind wohl die größten in Europa. In Bulgarien finden in den stillgelegten Goldminen Zlata (aktiver Bergbau: 1939–1973) und Krushov Dol (aktiv: 1965–1974) wieder Erkundungen statt. In Barsele (in der Gemeinde Storuman) in Schweden wurde ein Vorkommen erkundet.

## Gold als Mineral

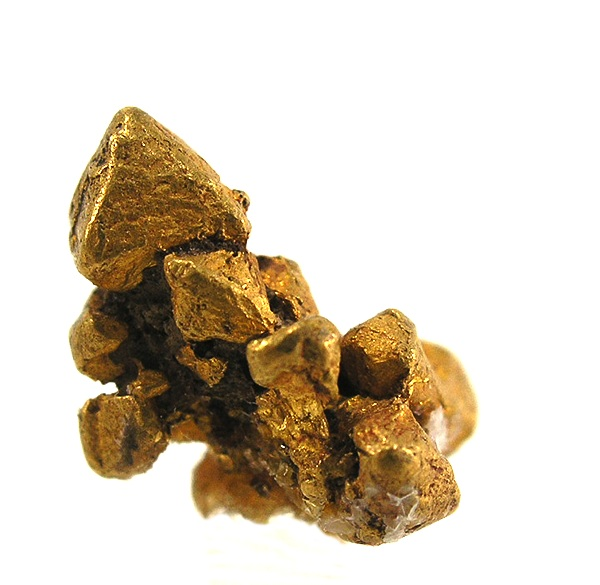
Oktaedrische Goldkristalle aus der Colorado Mine, Kalifornien, USA (Größe 1 cm × 0,9 cm × 0,7 cm)

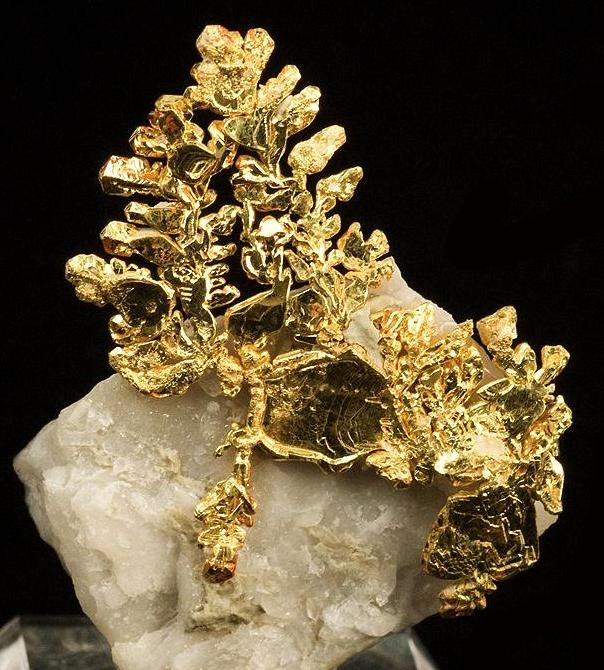
Gold in dendritischer Form aus der Eagle’s Nest Mine, Kalifornien, USA (Größe 5,5 cm × 4,5 cm × 2,5 cm)

Natürliche Vorkommen an gediegen Gold, das heißt in seiner elementaren Form, waren bereits lange vor der Gründung der International Mineralogical Association (IMA) bekannt. Gold ist daher als sogenanntes grandfathered Mineral als eigenständige Mineralart anerkannt. Die ebenfalls von der IMA/CNMNC anerkannte Kurzbezeichnung (auch Mineral-Symbol) für Gold entspricht dem Elementsymbol „Au“.
Gemäß der Systematik der Minerale nach Strunz (9. Auflage) wird Gold zusammen mit Aluminium, Blei, Kupfer, Nickel und Silber unter der System-Nr. „1.AA.05“ (Elemente – Metalle und intermetallische Verbindungen – Kupfer-Cupalit-Familie – Kupfer-Cupalit-Familie – Kupfergruppe) (8. Auflage I/A.01 – Kupfer-Reihe) eingeordnet. Im Lapis-Mineralienverzeichnis nach Stefan Weiß erhielt Gold die System- und Mineral-Nr. I/A.01-40. In der Lapis-Systematik entspricht dies ebenfalls der Abteilung „Metalle und intermetallische Verbindungen“, wo Gold zusammen mit Anyuiit, Auricuprid, Bogdanovit, Cuproaurid (Mineralstatus fraglich), Hunchunit, Kupfer, Novodneprit, Silber, Tetra-Auricuprid und Yuanjiangit eine unbenannte Gruppe bildet. Die vorwiegend im englischsprachigen Raum verwendete Systematik der Minerale nach Dana führt das Element-Mineral unter der System-Nr. „01.01.01.01“ (Goldgruppe).
In der Natur findet sich Gold üblicherweise in Form von abgerundeten Nuggets, als Schuppen oder Flocken sowie in dendritischen (baumartigen) oder haar- bis drahtförmigen Aggregaten. Selten entwickelt Gold grobkristalline Stufen mit oktaedrischen, dodekaedrischen und würfeligen Kristallen. Es kann mit verschiedenen Mineralen vergesellschaftet sein wie unter anderem Altait, Ankerit, Arsenopyrit, Calaverit, Chalkopyrit, Krennerit, Pyrit, Pyrrhotin, Quarz, Scheelit, Sylvanit (Schrifterz), Tetradymit und Turmalin.
Da Gold ein reaktionsträges Element ist, behält es gewöhnlich seinen Glanz und Farbe und ist daher in der Natur leicht zu erkennen. Dennoch wird es immer wieder mit farblich ähnlichen Mineralen wie Pyrit (Katzengold, Narrengold) und Chalkopyrit verwechselt. Gold ist zudem ein Bestandteil verschiedener Mineralarten. Beispiele für Minerale mit den höchsten Goldgehalten sind unter anderem Bezsmertnovit ((Au,Ag)4Cu(Te,Pb); 78,56 % Au), Tetra-Auricuprid (CuAu; 75,61 % Au), Maldonit (Au2Bi; 65,34 % Au) und Yuanjiangit (AuSn; 62,40 % Au). Insgesamt sind bisher 33 Goldminerale bekannt (Stand 2017).

## Gewinnung

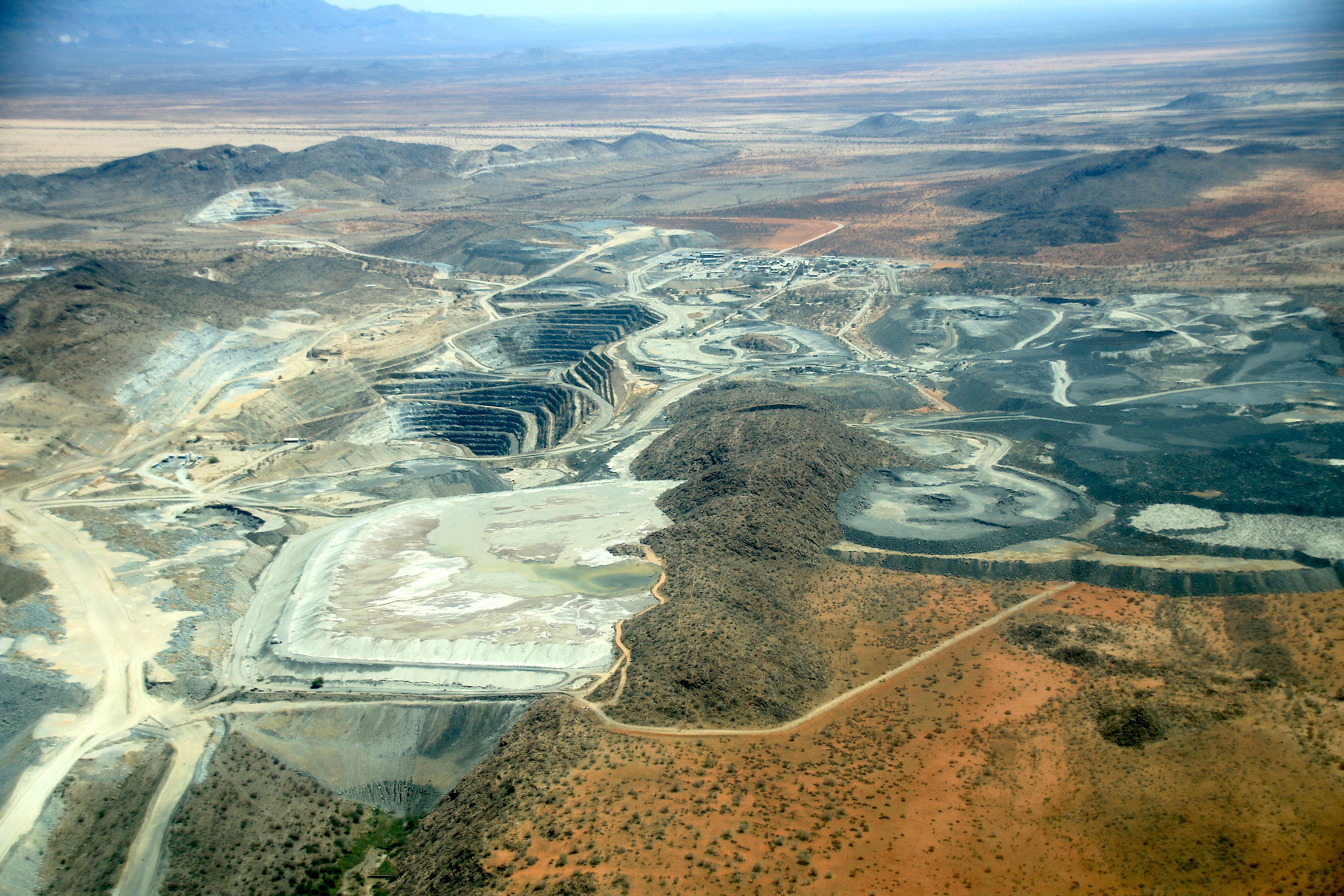
Navachab-Goldbergwerk bei Karibib

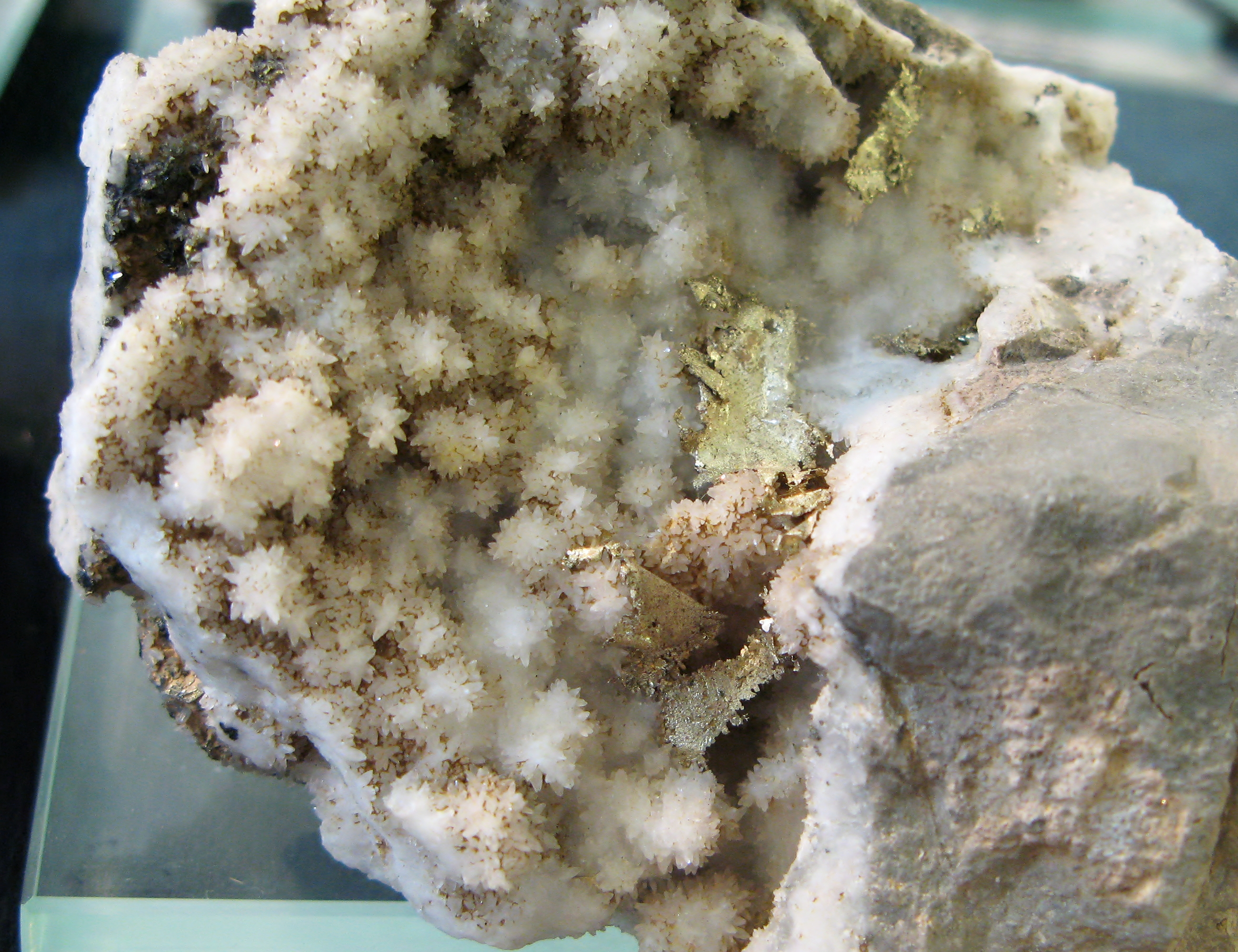
Silberreiches Freigold (blechförmig)

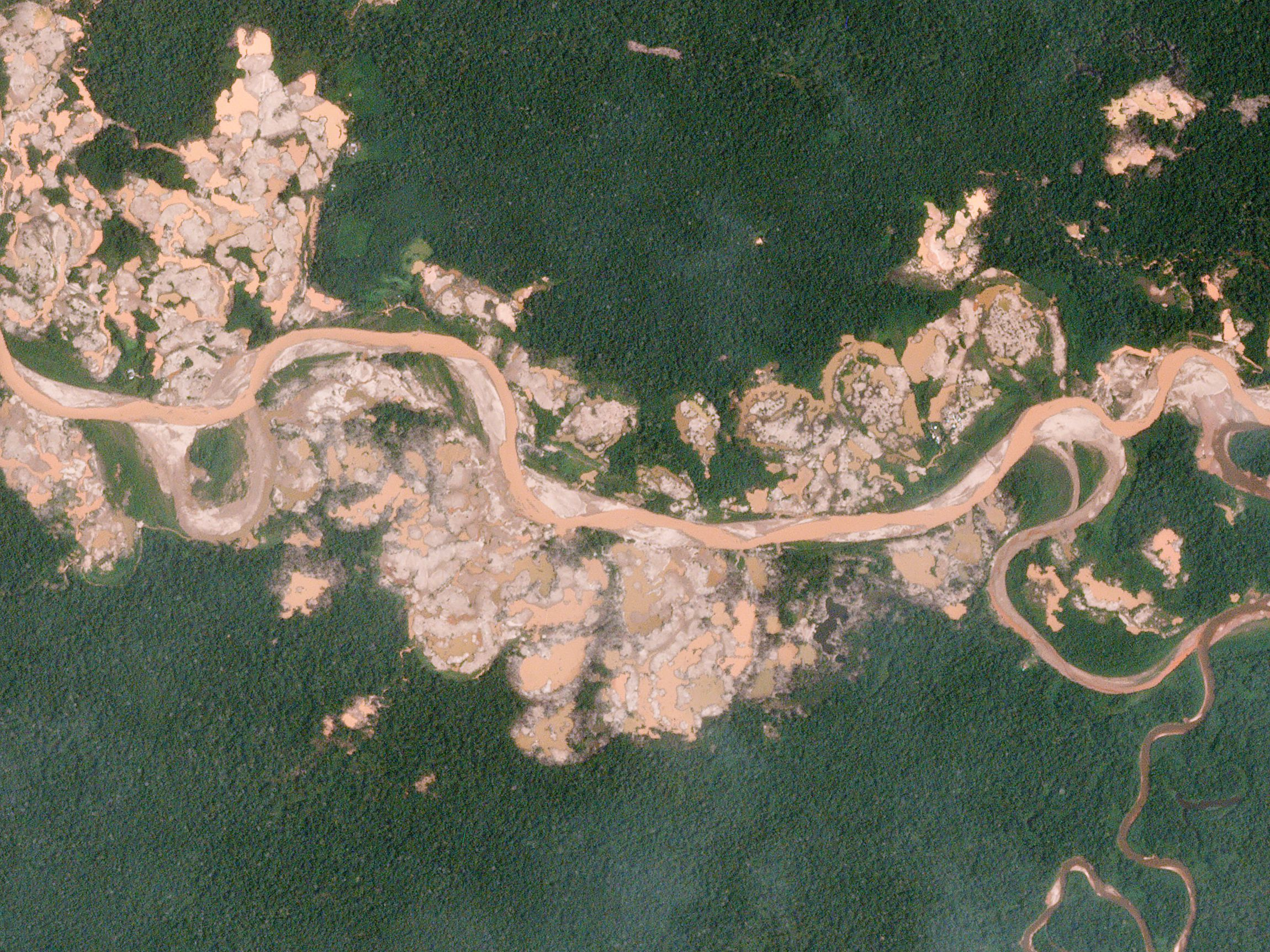
Luftbild illegaler Goldminen in Peru

### Unterscheidungskriterien
Im Gegensatz zu den meisten anderen Metallen kommt das chemisch inerte Gold meist gediegen vor und muss nicht durch Reduktion aus Erzen gewonnen werden, wie Eisen. Es wird zunächst nur mechanisch aus dem umgebenden Gestein gelöst. Da Gold chemisch wenig reaktiv ist und somit nur schwierig in lösliche Verbindungen überführt werden kann, werden spezielle Verfahren zur Goldgewinnung angewendet. Dabei ist die Gewinnung von Gold entweder in industriell betriebenen, großen Minen oder im sogenannten Kleinbergbau möglich. Böden, in denen Gold enthalten ist, werden vor der Gewinnung zunächst gerodet.
Ohne Lupe direkt sichtbares Gold, sogenanntes „Freigold“ in Form von Nuggets oder Goldstaub, ist eine Rarität. Das größte bekannte Goldnugget wurde im September 2018 von Henry Dole in Australien gefunden, mit rund 2400 Unzen (74 kg) Goldanteil. Der zweitgrößte Goldnugget, „Welcome Stranger“ genannt, wurde 1869 in Australien gefunden und wog 2284 Feinunzen (rund 71 kg). Das meiste Gold in den Vorkommen liegt in kleinsten Partikelchen im umgebenden Gestein fein verteilt vor und entgeht somit den Versuchen, es mit einfachen Verfahren manuell zu sammeln.
Um Gold abzubauen, kommen häufig hochgiftige Chemikalien wie Arsen, Quecksilber und Zyanid zum Einsatz.
In der Praxis werden meist mehrere Verfahren miteinander kombiniert, um die gewünschte hohe Ausbeute zu erhalten. Durch Fortschritte in den Gewinnungsmethoden, Vernachlässigung der Abfallproblematik und bei hohem Marktpreis lohnt sich sogar der Abbau von Erz, das nur ein Gramm Gold pro Tonne enthält. Alte Abraumhalden ehemaliger Goldvorkommen werden deshalb mittels verbesserter Technik nochmals aufgearbeitet.
Gold fällt als Nebenprodukt bei der Raffination anderer Metalle an und wird in großem Umfang wiedergewonnen. Mehr als zehn Prozent des weltweit abgebauten Goldes wird im Kleinbergbau gewonnen. Es wurde geschätzt, dass 20 % bis 30 % des weltweit geförderten Goldes durch nicht industrielles Schürfen, also von Goldsuchern gewonnen wird.
Insbesondere illegal, im Kleinbergbau abgebautes Gold sollte als Konfliktrohstoff betrachtet werden, der eine negative Auswirkung auf die dort lebende Bevölkerung hat und zum sogenannten Ressourcenfluch führt. In Brasilien sind beispielsweise viele Speisefische im Amazonas extrem mit Quecksilber und anderen Schwermetallen belastet, was auf den illegalen Goldabbau in der Amazonasregion zurückzuführen ist. Da die Hauptproteinquelle der dort lebenden Menschen Fisch ist, sind gesundheitliche Probleme die Folge.

### Goldwaschen
Das sogenannte Goldwaschen als einfachstes Verfahren zur Goldgewinnung nutzt die hohe Dichte des Metalls. Dabei wird goldhaltiger Sand mit Wasser aufgeschlämmt. Da Gold schwerer ist als der umgebende Sand, setzt es sich schneller am Boden ab und kann abgetrennt werden. Gold aus Flussablagerungen wird so gewonnen. Hobby-Goldsucher wenden meist dieses Verfahren an. Dessen Nachteil besteht jedoch in der geringen Ausbeute bei großem Zeitaufwand des Suchenden. Der Vorteil dieser Methode ist die zuverlässige Ausbeute an groben Goldteilchen, die bei der Cyanidlaugung nicht vollständig erfasst werden. Es lässt durch das Einbringen von Fellen in die abströmende Flüssigkeit verbessern, in dem sich kleinste Goldpartikelchen in den Fellhaaren verfangen und die Ausbeute erhöhen.
Goldwaschen wird mitunter teilmechanisiert an Land durchgeführt oder mit Schwimmbaggern mit integrierter Wäsche direkt im Fluss. Minentechnisch gewonnenes Erz wird zuvor mechanisch auf geeignete Korngrößen zerkleinert und das zermahlene Gestein in ähnlicher Weise bearbeitet.
Dieses Verfahren geht der nachfolgend beschriebenen weiteren Ausnutzung der goldführenden Sande und Schlämme voraus.

### Amalgamverfahren

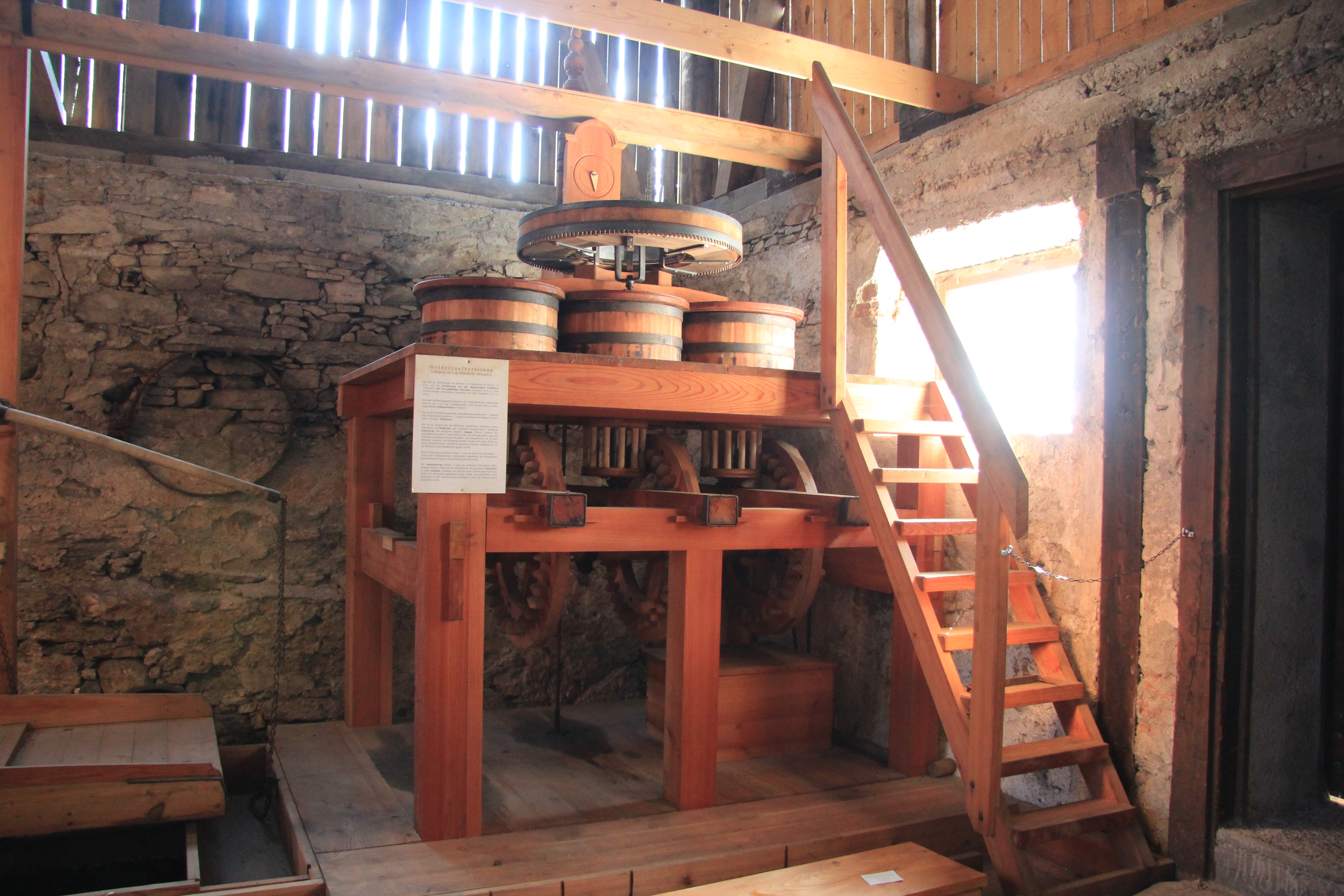
Nachbau eines Amalgamierwerkes aus dem 19. Jahrhundert im Montanmuseum Altböckstein in Salzburg

Beim Amalgamverfahren wird die Legierungsbildung zwischen Gold und Quecksilber zu Amalgam genutzt. Zur Goldgewinnung und -reinigung werden goldhaltige Sande und Schlämme intensiv mit Quecksilber vermischt. Das Gold, aber auch eventuell andere vorhandene gediegene Metalle wie Silber lösen sich dabei im Quecksilber. Goldamalgam hat eine silberne Farbe; je nachdem, wie viel Quecksilber im Überschuss vorliegt, ist es flüssig bis pastös teigig und der Schmelzpunkt der Legierung ist geringer als der von Gold. Amalgam und Quecksilber sammeln sich wegen der hohen Dichte am Gefäßgrund, das Quecksilber fließt dann ab. Durch Erhitzen des verbleibenden Amalgams (wie bei Feuervergoldung detailliert beschrieben) verdampft das Quecksilber und zurück bleibt kompaktes Rohgold.
Die entstehenden Quecksilberdämpfe stellen eine gesundheitliche Gefahr dar (siehe Quecksilbervergiftung), wenn sie nicht durch eine geschlossene Destillationsanlage oder Absaugung und Abfilterung mit Aktivkohle aufgefangen werden. Private Goldschürfer erhitzen das Amalgam oft in offenen Blechgefäßen mithilfe von Lötlampen und sonstigen Gasbrennern. Das Quecksilber (Siedepunkt 357 °C) dampft dabei in die Umgebungsluft ab und kondensiert umgehend. Dadurch werden Böden, Flüsse und Menschen in der Umgebung mit Quecksilber belastet. Durch das Minamata-Übereinkommen sollen Alternativen zum Amalgamverfahren gefördert werden.
Das Amalgamverfahren wurde bereits in der Antike angewendet.

### Cyanidlaugung
Bei größeren Vorkommen, die eine industrielle Erschließung erlauben, wird seit Ende des 19. Jahrhunderts die Cyanidlaugung angewendet. Vor dem Hintergrund, dass sich Gold in sauerstoffhaltiger Natriumcyanid-Lösung (Natriumsalz der Blausäure HCN) als Komplexverbindung löst, werden die metallhaltigen Sande staubfein gemahlen, aufgeschichtet und im Rieselverfahren mit der Extraktionslösung unter freiem Luftzutritt versetzt. Die kleinsten Metallteilchen werden hierbei zuerst aufgelöst, weil sie die relativ größte Reaktionsoberfläche haben.
{\displaystyle {\ce {2Au + H2O + 1/2O2 + 4NaCN -> 2Na[Au(CN)2] + 2NaOH}}}
Das Edelmetall findet sich chemisch gebunden im hochgiftigen Sickerwasser. Nach Filtration und Ausfällung mit Zinkstaub wird es als brauner Schlamm erhalten, aus dem nach Waschen und Trocknen durch Reduktion Rohgold wird.
{\displaystyle {\ce {2Na[Au(CN)2] + Zn -> Na2[Zn(CN)4] + 2Au}}}
Hier schließt sich die Reinigung des Rohgoldes an. Raffiniert zu Feingold ist es dann standardisiert und marktreif. Die Cyanidlaugen werden in Kreislaufprozessen wiederverwendet. Dennoch entweichen Blausäure und ihre Salze (Cyanide) in die Umwelt, teilweise in größeren Mengen, etwa bei Unglücken, Fehlfunktionen der Anlage oder bei Überschwemmungen. Alle diese Stoffe sind hochgiftig, allerdings leicht zersetzbar. Im Stoffkreislauf der Natur werden sie relativ schnell oxidativ abgebaut oder durch Hydrolyse zersetzt.
Diese Art der Goldgewinnung hinterlässt enorme Abraumhalden und Stäube mit Cyanidspuren. Weitere Umweltschäden entstehen dadurch, dass Schlamm in Ländern mit geringer Umweltüberwachung unkontrolliert in Flüsse abgeleitet wird oder Schlammabsetzbecken bersten, wie im Jahr 2000 im rumänischen Baia-Mare.

### Boraxverfahren
Ein umweltfreundlicheres Verfahren stellt die Goldextraktion und -reinigung mithilfe von Borax (Natriumborat) dar. Der Zusatz von Borax als schlackenbildendes Flussmittel beim Schmelzen von verunreinigtem Gold setzt Schmelzpunkt und Viskosität der Schmelze aus Oxiden und Silikaten der Begleitstoffe (nicht des Goldes, wie es oft fälschlicherweise angegeben wird) herab. Dadurch kann das Schmelzen mit einfacheren, kostengünstigen Brennern erfolgen (mit Zusatz von Holzkohle und extra Luftzufuhr unter Verwendung eines Haartrockners und eines Verlängerungsrohrs bis in die Esse oder eines Blasebalgs), wobei die Ausbeute der Extraktion erhöht wird. Das Gold (oder bei Anwesenheit von Silber eine Gold-Silber-Legierung) setzt sich dabei am Boden der Schmelzpfanne ab, die Oxide schwimmen auf. Gelegentlich werden andere Flussmittel zugesetzt (beispielsweise Calciumfluorid, Natriumcarbonat, Natriumnitrat oder Mangandioxid). Würden alle Goldschürfer auf der Welt dieses Verfahren anwenden, könnte die Emission von rund 1000 Tonnen Quecksilber pro Jahr vermieden werden, das sind etwa 30 % der weltweiten Quecksilber-Emissionen.

### Gewinnung aus Anodenschlamm
Gold wird häufig aus Anodenschlämmen gewonnen, die bei der Raffination anderer Metalle, vor allem von Kupfer, zurückbleiben. Während der Elektrolyse von Kupfer entsteht Anodenschlamm mit beispielsweise 45 bis 50 % Silbergehalt. Das Silber wird nun aufgereinigt und seinerseits zu Elektrolyse-Anoden gegossen und bei dessen Raffination fällt im sich unter der Anode ansammelnden Schlamm Gold und andere Edelmetalle wie Platin und Palladium an. Kupfererze enthalten oft so viel Edelmetalle, dass Kupferhersteller damit bedeutende Nebenerlöse erzielen.

### Wiedergewinnung aus Reststoffen (Recycling)
Eine wichtige Quelle des Edelmetalls ist die Aufbereitung von Dental- und Schmuckverarbeitungsabfällen sowie von alten edelmetallhaltigen Materialien, wie selektierter Elektronikschrott und Galvanikschlämme. Die Wiederaufbereitung stellte 2016 rund 30 % des gesamten Goldangebots.
In städtischem Klärschlamm ist Gold in Spuren enthalten, die von der Nutzung, der Verarbeitung und dem Verschleiß von Goldlegierungen (Abrieb von Zahnfüllungen, Schmuckkettenglieder, Verlust und so weiter) stammen. Eine Untersuchung verschiedener Proben aus Arizona ergab neben verschiedenen anderen Edelmetallen einen Gehalt von durchschnittlich 0,3 Gramm Gold pro Tonne Klärschlamm. 2017 konnten in einer Schlackensortieranlage in der Schweiz 65 Kilogramm Gold im Wert von 2,1 Millionen Franken gewonnen werden. Aus dem Schlamm der Kläranlage in der Stadt Suwa in Japan, in deren Einzugsgebiet eine große Zahl von Unternehmen ansässig ist die sich auf Präzisionsmaschinenherstellern spezialisiert haben und das Metall verarbeiten, konnte aus der Klärschlammasche nach dessen Verbrennung 1.890 Gramm Gold pro Tonne Asche gewonnen werden.
Im September 2013 berieten Österreichs Krematorienbetreiber, wie rechtlich korrekt mit dem Gold verbrannter Verstorbener umzugehen wäre, das bislang verklumpt mit Knochenasche in der Urne den Hinterbliebenen ausgefolgt wird.

### Versuche zur Goldgewinnung aus dem Meer
Fritz Haber versuchte in den 1920er Jahren, Gold aus dem Meerwasser zu gewinnen, womit die deutschen Reparationen bezahlt werden sollten. Es wurde damals angenommen, dass Meerwasser zwischen 3 und 10 Milligramm Gold pro Tonne enthält. Der durchschnittliche Gehalt war aber mit 4,4 Mikrogramm Gold pro Tonne Meerwasser etwa um den Faktor 1000 niedriger und für eine wirtschaftliche Verwertung deutlich zu gering. Durch moderne Messmethoden wurde festgestellt, dass der Atlantik und der nordöstliche Pazifik 50–150 Femtomol (fmol) Gold pro Liter Wasser beinhalten. Das entspricht 0,010–0,030 µg/t. Im Tiefenwasser des Mittelmeeres lassen sich eher höhere Werte von 100–150 fmol Gold pro Liter Meerwasser messen. Insgesamt ergibt das 15.000 Tonnen Gold in den Weltmeeren.

### Goldsynthese
Die Hoffnung, Gold künstlich herstellen zu können, wurde von vielen Kulturen über Jahrhunderte gehegt. Dabei entstand unter anderem die Sage vom sogenannten Stein der Weisen, der Gold aus unedlen Metallen entstehen lassen sollte. Die Alchemie wurde gelegentlich als „künstliche Darstellung von Silber und Gold“ oder schlicht als „Goldmacherei“ aufgefasst.
Beispielsweise wird in zwei ostmitteldeutschen Handschriften des 15. Jahrhunderts ein Nikolaus von Paris genannt, nach dessen alchemistischem Traktat Von silber unde von golde Gold hergestellt werden könne, indem Silber und „rotes Eisen“ mit Salmiak versetzt werden, diese Mischung eine Woche in heißem Pferdemist belassen wird, danach gefiltert und auf die Hälfte eingedampft wird und mit der dadurch entstandenen Substanz Silber in 12-karätiges Gold transmutiert werden könne. Wenn dann ein Teil dieses Goldes mit vier Teilen natürlichem Gold gemischt wird, solle 20-karätiges Gold entstehen.
Tatsächlich entsteht Gold allein bei kerntechnischen Prozessen – Kernreaktionen und Kernspaltung. Mit einem  Teilchenbeschleuniger gelang dies einer Gruppe um Glenn Seaborg erstmals in den 1980er Jahren. Mit großem (Energie-)aufwand wurden hier einzelne Atome erzeugt.
Denkbar wäre es, Gold (analog etwa zu Plutonium) zu „erbrüten“. Als Ausgangsmaterial kämen die im Periodensystem benachbarten Elemente Platin und Quecksilber infrage. Durch Neutroneneinfang von 196Pt und 196Hg entstehen 197Pt bzw. 197Hg, die beide mit einer Halbwertszeit von einigen Stunden durch β−-Zerfall bzw. Elektroneneinfang in 197Au zerfallen, das einzige stabile Goldisotop. Aber Platin ist sehr teuer und besteht nur zu 25 % aus 196Pt. Quecksilber ist zwar vergleichsweise preiswert, aber 196Hg hat nur einen Anteil von 0,15 %. Zum einen würden also viele unerwünschte, meist radioaktive Kerne entstehen, zum anderen wäre die Isotopentrennung sehr aufwändig.
Ungeachtet all dessen ist die Zerstörung von Gold derzeit häufiger als seine nukleare Erzeugung, denn 198Au, welches üblicherweise durch Neutroneneinfang in 197Au erzeugt wird, ist ein relativ häufig verwendetes Radiopharmakon. Bei seinem Zerfall entsteht Quecksilber, sodass Menschen sogar – wenn auch in winzigem Maßstab – die Gesamtmenge irdischen Goldes leicht verringert haben.

### Umweltauswirkungen
Da Gold in heutigen Minen fast nur noch in Spuren enthalten ist, fallen alleine zur Produktion eines einzigen Goldrings 20 Tonnen Schutt an, was zu einer beträchtlichen Zerstörung ganzer Landschaften führt. Beträchtliche Mengen von hochgiftigem Quecksilber, schon bei der Goldgewinnung mit ausgeschwemmt oder beim Verdampfen wissentlich in die Umwelt freigesetzt, vergiften zudem große Gebiete und Flussläufe dauerhaft. Da Goldgewinnung oft improvisatorische Züge trägt und fernab von effektiver behördlicher Überwachung stattfindet, werden Umweltaspekte häufig untergeordnet behandelt oder ignoriert.
Die negativen Umweltauswirkungen führen häufig zu Konflikten zwischen den Goldschürfern und der einheimischen Bevölkerung. Es gibt jedoch erste Projekte ökologischen Goldabbaus, wie das Oro Verde in Kolumbien. Für Barren, deren Gold aus dieser Mine stammt, wurde im Februar 2011 erstmals das Fair-Trade-Siegel vergeben. Europas erste Lieferanten für Faires Gold waren in Frankreich und Großbritannien, seit einiger Zeit ist es auch in Österreich erhältlich.
Außerdem treten Goldvorkommen häufig zusammen mit radioaktiven Materialien wie Uran auf, was nicht nur die Risiken beim Abbau, sondern auch die Belastung für Luft und Boden und die Gewässerverschmutzung erhöht. Durch die Nahrungskette erreicht diese Schadstofflast schließlich auch die Menschen vor Ort.

## Eigenschaften

### Physikalische Eigenschaften

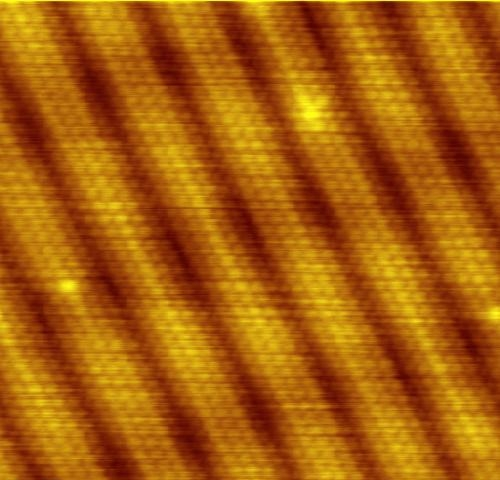
STM-Messung der Rekonstruktion der (100)-Fläche eines Au-Einkristalls

Gold besteht aus nur einem stabilen Isotop, gehört damit zu den 22 Reinelementen und lässt sich leicht mit vielen Metallen legieren. Das Schwermetall ist unlegiert weich wie Zinn mit einer Mohshärte von 2,5 bis 3 (VHN10 = 30–34; silberhaltig 44–58).
Gold lässt sich aufgrund seiner enormen Duktilität und Dehnbarkeit zu hauchdünnem Blattgold schlagen und zu besonders dünnen Folien von etwa 2000 Atomlagen und 100 Nanometern Stärke auswalzen.
Dies entspricht nur ca. 1/10 der Wellenlänge des roten Lichtes und ergibt eine durchscheinende Folie, die im Durchlicht blaugrün erscheint.
Ernest Rutherford verwendete Goldfolie für seinen Streuversuch.
Aus einem Gramm Gold kann ein 24 km langer Faden gezogen werden.
Gold kristallisiert ausschließlich in einem kubisch flächenzentrierten Raumgitter und weist damit eine kubisch dichteste Kugelpackung mit der Raumgruppe Fm3m (Raumgruppen-Nr. 225) auf. Der Gitterparameter beträgt bei reinem Gold 0,4078 nm (entspricht 4,078 Å) bei 4 Formeleinheiten pro Elementarzelle.
Bei Versuchen in der Hochdruckforschung konnte allerdings nachgewiesen werden, dass Gold bei sehr schnell erfolgender Kompression eine andere Struktur annimmt und sogar flüssig wird. Während der Hochdruckversuche wurden kleine Goldproben mithilfe von Laserschocks innerhalb von Nanosekunden extrem stark zusammengepresst. Ab 220 Gigapascal wandelt sich dabei die kubisch flächenzentrierte Struktur in die weniger kompakte kubisch-raumzentrierte Struktur. Bei weiterer Erhöhung des Drucks auf 330 Gigapascal beginnt das Gold zu schmelzen. Der Theorie des Forschungsleiters Richard Briggs vom Lawrence Livermore National Laboratory zufolge soll Gold einen Tripelpunkt oberhalb von etwa 220 Gigapascal haben, bei dem die flächenzentrierte, raumzentrierte und flüssige Phase nebeneinander existieren können.

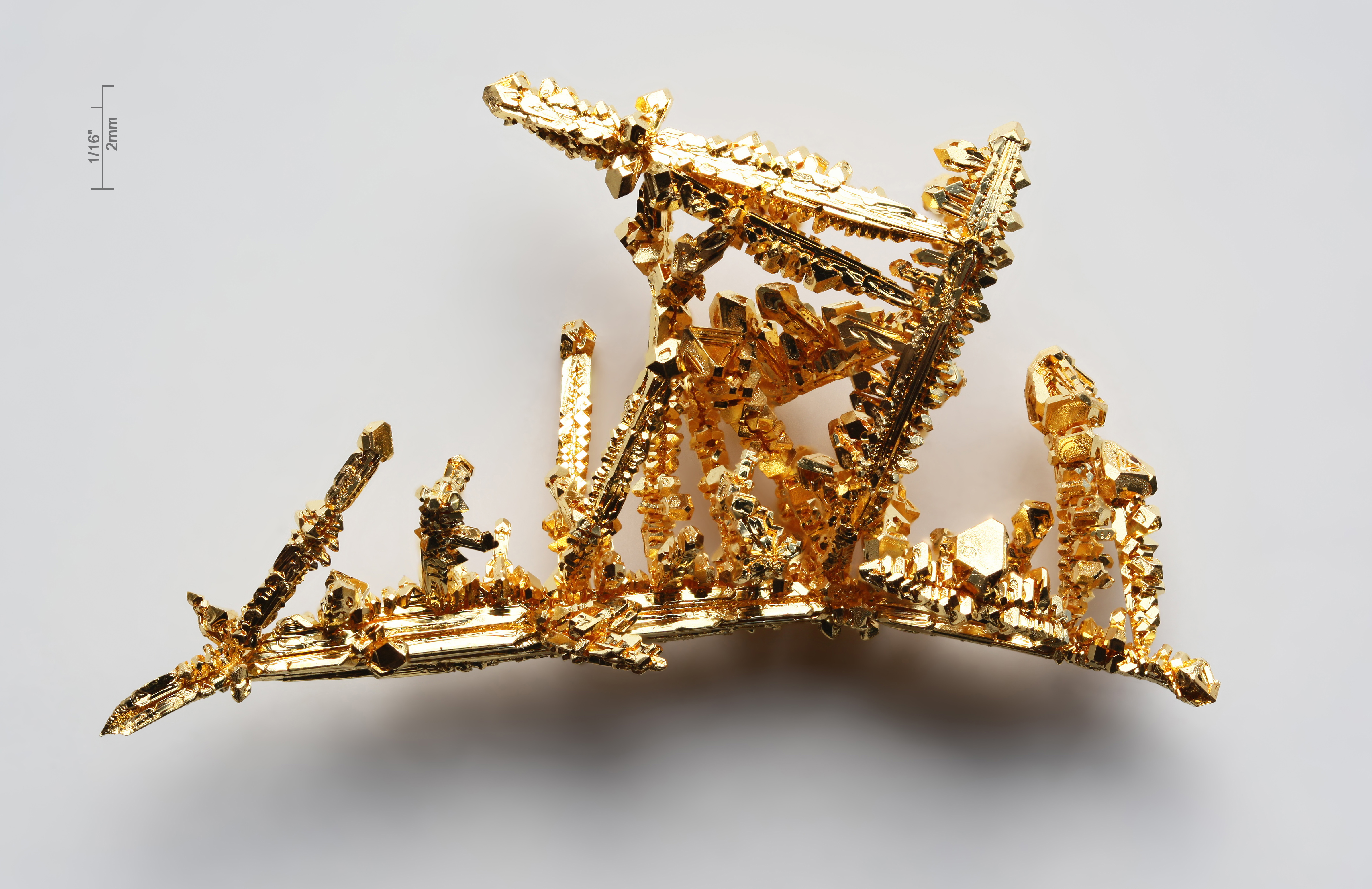
Goldkristalle, synthetisch im Labor gezüchtet

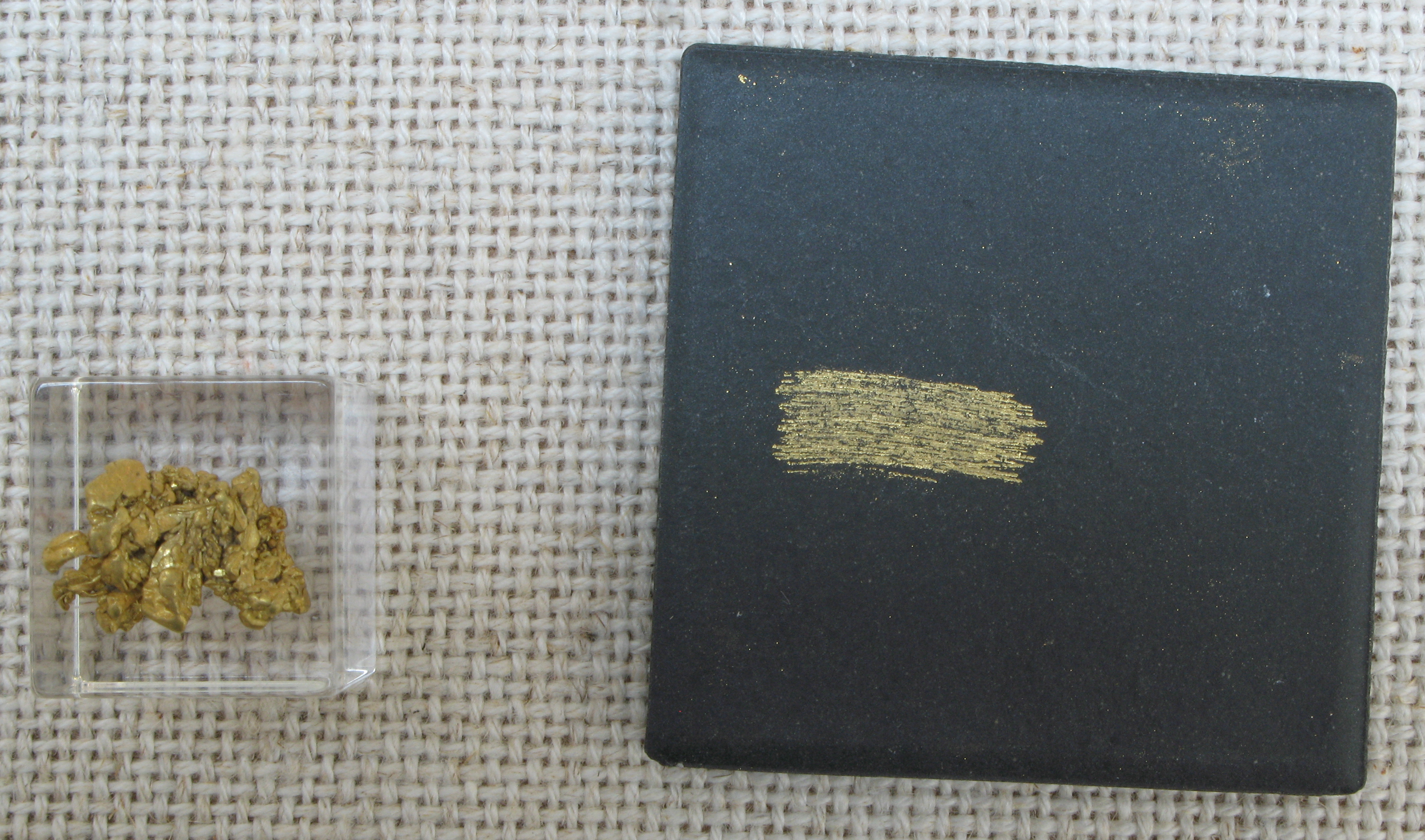
Strichfarbe von Gold

Reines Gold hat eine metallisch-sattgelbe Farbe, die entsprechend als „goldgelb“ bekannt ist, und eine ebensolche Strichfarbe. In feiner Verteilung ist es je nach Korngröße gelblich, ockerbraun bis purpurviolett und wird dann als Goldpurpur bezeichnet. Mit zunehmender Temperatur verliert Feingold an Farbintensität und ist hellgelb glühend, bevor es schmilzt. Das geschmolzene Metall ist zitronengelb, leicht grünlich und erhält seine intensive gelborange Farbe erst wieder, wenn es vollständig abgekühlt ist. Vor dem Lötrohr ist Gold leicht schmelzbar zu einer vollkommenen Kugel.
Beimengungen von Kupfer lassen es rosa oder rötlich erscheinen, senken die Schmelztemperatur und steigern zugleich Härte, Festigkeit und Polierbarkeit beträchtlich. Steigende Silberanteile verändern die Farbe des reinen Goldes über hellgelb nach hellgrün und schließlich zu weiß; Schmelztemperatur und Härte verändern sich dabei nur sehr wenig. Die meisten Metalle, so auch die bekannten Platinmetalle, Quecksilber und die Eisenmetalle, führen als Beimischungen dagegen in steigenden Anteilen zu einer Entfärbung in Form einer eher schmutziggelbgrauen bis grauweißen Legierung. So variiert die Farbe von palladiumhaltigem Gold (Porpezit) zwischen lohfarben und hellbraun.

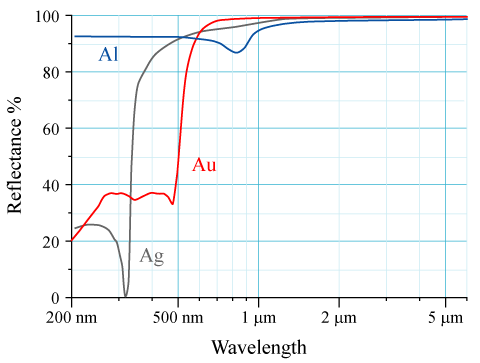
Reflexionsgrad von Gold, Silber und Aluminium. Der sichtbare Wellenlängenbereich erstreckt sich von 380 nm (violett) bis 780 nm (tiefrot).

 Einige der ungewöhnlichen Eigenschaften, wie die goldgelbe Farbe und hohe Duktilität, werden mit dem Einfluss relativistischer Effekte auf die Elektronenorbitale erklärt. So entsteht die gelbliche Farbe durch Absorption im Frequenzbereich der Komplementärfarbe Blau. Ursache dafür ist die auf Grund relativistischer Effekte vergleichsweise kleine Bandlücke zwischen dem 6s- und den 5d-Orbitalen. Während energiereiche blaue Photonen absorbiert werden und zu Elektronenübergängen führen, werden die anderen, weniger energiereichen Photonen (grün, gelb, rot) aus dem Spektrum sichtbaren Lichts reflektiert, wodurch die gelbe Färbung entsteht.
In der Oberflächenchemie werden verschiedene Flächen von Au-Einkristallen u. a. in der Rastertunnelmikroskopie eingesetzt (siehe Abbildung).
Die spezifische Verdampfungsenthalpie ΔHv von Gold ist mit 1,70 kJ/g wesentlich geringer als beispielsweise diejenige von Wasser (mit 2,26 kJ/g) oder Eisen (6,26 kJ/g, alle für die Siedetemperatur bestimmt). Bei überhitzten Goldschmelzen können daher (wie auch bei anderen Schmelzemanipulationen etwa in der Stahlindustrie) beträchtliche Rauch- und Verdampfungsverluste auftreten, sofern der Schmelzvorgang ohne Abdichtung oder Absaugung und Abscheidung in Aktivkohle erfolgt.

### Chemische Eigenschaften
Gold wird von gewöhnlichen (Mineral-)Säuren nicht angegriffen. Lediglich einige stark oxidierende Säuren wie Königswasser (einem Gemisch aus Salzsäure und Salpetersäure) oder Selensäure lösen Gold. In Königswasser bildet sich Tetrachloridogoldsäure:
{\displaystyle {\ce {2Au + 9HCl + 5HNO3 -> 2HAuCl4 + 4NO2 + 6H2O + NOCl}}}
Die Halogene Chlor, Brom und Iod vermögen Gold zu lösen, letzteres sogar in alkoholischer Lösung. In wässrigen Cyanidlösungen ist Gold leicht unter Oxidation durch Sauerstoff als Kaliumdicyanidoaurat(I) löslich. In heißen, sauren hydrothermalen Lösungen ist Gold relativ gut physikalisch löslich. Demzufolge wird es oft in Quarzgesteinen mit vorgefunden. Es wurde beobachtet, dass einige Huminsäuren in der Lage sind, Gold anzulösen.

## Isotope
Gold hat mit 197Au genau ein stabiles Isotop, es ist somit ein Reinelement.

## Verwendung
Rund die Hälfte des am Markt gehandelten Goldes wird zu Schmuck verarbeitet, etwa ein Drittel wird von institutionellen und privaten Investoren erworben (ohne Zentralbanken), 9 % werden in der Industrie einschließlich Zahntechnik verwendet (Durchschnittswerte für 2010–2014). Die Aufkäufe durch Zentralbanken haben stark zugenommen: von 2 % der weltweiten Nachfrage im Jahr 2010 auf 14 % im Jahr 2014.

### Schmuck, Dekoration und Lebensmittelzusatzstoff

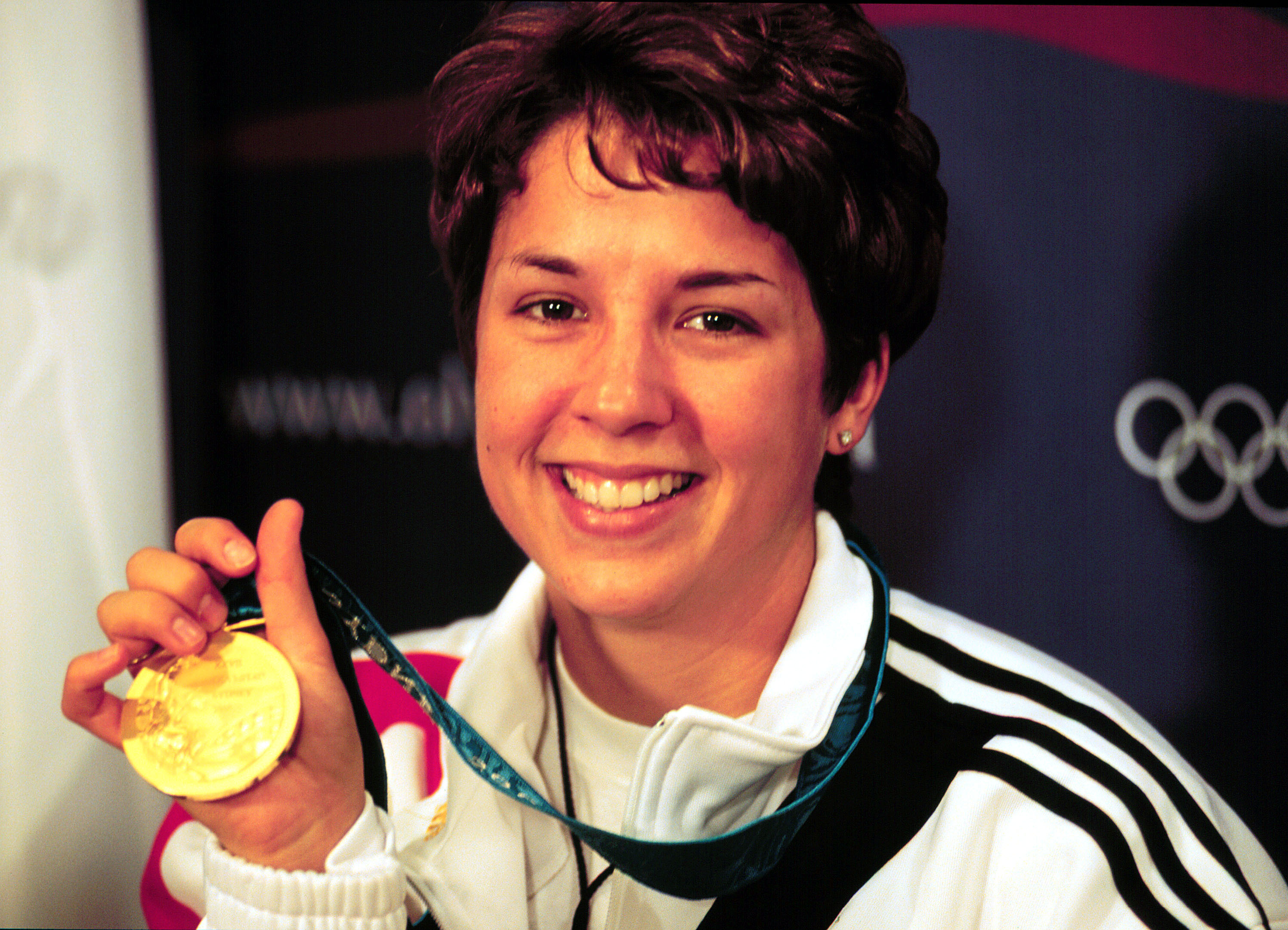
Nancy Johnson mit ihrer olympischen Goldmedaille für das 10-m-Luftgewehrschießen 2000 in Sydney: olympische Goldmedaillen bestehen aus mindestens 92,5 % reinem Silber und sind mit mindestens sechs Gramm Gold vergoldet

Der größte Teil des gewonnenen Goldes wird in der Schmuckindustrie verwendet. Goldschmiede verarbeiten Gold und andere Edelmetalle zu Ringen, Ketten, Armbändern und anderem Schmuck. Der Edelmetallgehalt wird durch die Repunze beglaubigt. Einige Orden sind aus Gold gefertigt (Kutusoworden). Indien und China sind die beiden größten Märkte für Goldschmuck, zusammen sorgen sie für über 50 % der Nachfrage nach Gold in diesem Bereich.
Goldfolie, auch Blattgold genannt, gibt nichtmetallischen Gegenständen, wie Bilderrahmen, Büchern (Goldschnitt), Mobiliar, Figuren, Architekturelementen, Stuck und Ikonen das Aussehen von echtem Gold. Seit der Antike wird Blattgold von Goldschlägern aus hochgoldhaltigen Legierungen hergestellt. Dabei wird Gold dünner als die Wellenlänge des sichtbaren Lichtes gewalzt und geschlagen. Im Auflicht glänzt die Folie goldgelb, im Gegenlicht scheint die Lichtquelle grünlich-blau durch und bildet das Schlagmuster des Metalls ab. Der Vergolder präpariert die Unterlage zunächst mit einem Klebemittel und legt anschließend die Goldfolie auf. Mit 1 Gramm Blattgold kann ein halber Quadratmeter Fläche überzogen werden.
Dekorativ findet Gold vielfältige Anwendungen, zum Beispiel in galvanischen Beschichtungen von Metallen und Kunststoffen. Auf Porzellanglasuren, Zahnersatzkeramiken und Glas lassen sich Goldpigmente einbrennen. Historisch war die Feuervergoldung von Metallen mit Hilfe der Gold-Quecksilber-Legierungen, sogenannter Amalgame, nachweislich schon in der Antike die einzig brauchbare Methode, um dauerhafte Vergoldungen auf Silber, Bronze oder unedlen Metallen herzustellen. Mit der Entwicklung galvanischer Vergoldungsbäder im späten 19. Jahrhundert und 20. Jahrhundert wurde dieser Bereich in den Möglichkeiten qualitativ erweitert und ersetzt.
Goldpigmente wurden historisch in der Glasherstellung seit dem 16. Jahrhundert eingesetzt (Goldrubinglas), werden allerdings weitgehend durch preiswertere Verfahren ersetzt.
Im Speisenbereich wird Gold als Lebensmittelzusatzstoff E 175 verwendet. In Form von Blattgold und Blattgoldflocken dient es zum Vergolden von Speisen, zum Beispiel für Überzüge von Süßwaren und zur Verzierung von Pralinen. In Getränken wird es für Danziger Goldwasser und Schwabacher Goldwasser verwendet. Metallisches Gold gilt als ungiftig, reichert sich im Körper nicht an und wird mit dem Rest der verdauten Nahrung wieder ausgeschieden.

### Wertanlage und Währung
Gold dient in Form von Goldmünzen und Barrengold als Wertanlage und internationales Zahlungsmittel. Es wird von vielen Zentralbanken der Welt als Währungsreserve eingelagert, obwohl die Währungen nicht mehr durch Goldreserven gedeckt sind.

#### Anlagegold
Private und institutionelle Anleger investieren in Gold und in Wertpapiere, die den Goldkurs abbilden. In Krisenzeiten (Inflation oder Wirtschaftskrise) wird Gold als stabile Wertanlage gesehen, die Wertsteigerungen relativ zu anderen Wertanlagen erfahren kann. Gold hat kein Ausfallrisiko wie die meisten anderen Geldanlagen, bei denen sich die Verzinsung unter anderem nach dem wahrgenommenen Ausfallrisiko der Marktteilnehmer richtet. Bei dieser Betrachtung ist allerdings zu beachten, dass der Goldpreis im Zeitablauf starken Schwankungen ausgesetzt ist, außerdem generiert Gold keine Zinsen.

#### Goldpreis

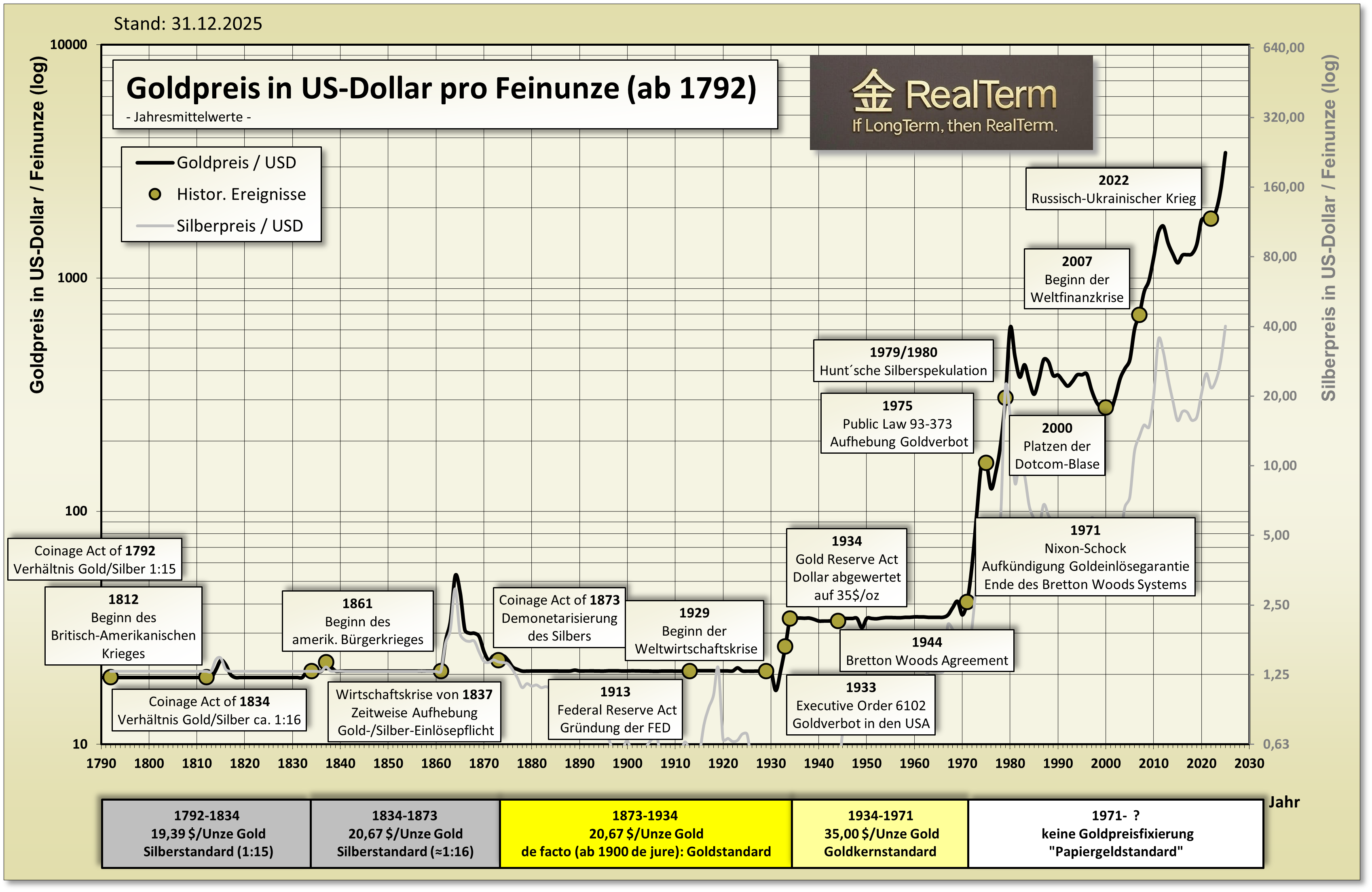
Goldpreis in US-Dollar seit 1792

Der Preis des Goldes wird auf dem offenen Markt bestimmt. Das geschieht seit dem 17. Jahrhundert am London Bullion Market. Seit dem 12. September 1919 treffen sich wichtige Goldhändler in einer Rothschild-Bank in London, um den Goldpreis formal zu fixieren (siehe Goldfixing). Seit 1968 gibt es ein weiteres tägliches Treffen in der Bank um 15 Uhr Londoner Zeit, um den Preis zur Öffnungszeit der US-Börsen erneut festzulegen. Für den standardisierten Goldhandel an Rohstoffbörsen wurde „XAU“ als eigenes Währungskürzel nach ISO 4217 vergeben. Es bezeichnet den Preis einer Feinunze Gold.
Am 17. März 1968 wurde der Goldpreis gespalten und ein zweigliedriges System eingeführt. Der eine Preis konnte sich frei dem Markt anpassen, der andere war fix. 1973 wurde der Goldpreis freigegeben, und der Besitz von Gold war in den USA wieder erlaubt. China hat den Privatbesitz von Gold 1983 wieder erlaubt (siehe Goldverbot). In Deutschland und einigen anderen Staaten gibt es Restriktionen z. B. durch die Mehrwertsteuer, die den Preis für den Endverbraucher erhöhen.
Der Goldpreis ist unter anderem von den aktuellen Fördermengen, vom Ölpreis und dem Kurs des US-Dollars abhängig, da Gold zumeist in US-Dollar gehandelt wird. Er kann von den Zentralbanken beeinflusst werden, die zusammen etwa 35.516 Tonnen Gold besitzen, das sind rund 17,3 % der weltweit geförderten Goldmenge von bisher 205.238 Tonnen (Stand Dezember 2021).
Zwischen 1999 und 2019 wurde der Goldpreis auch durch internationale Abkommen wie das Central Bank Gold Agreement stabilisiert.

#### Gold als Währung oder Währungsdeckung
Historisch wurde Gold seit Jahrtausenden als Währung eingesetzt. Eine Geldeinheit entsprach einer bestimmten Menge Gold. Goldmünzen als Zahlungsmittel wurden jedoch aufgrund der geringen Verfügbarkeit von Gold und anderer Gründe kaum verwendet.

In Deutschland war während des Deutschen Reichs von 1871 bis 1918 das gesetzliche Zahlungsmittel die Goldmark (siehe auch Kurantmünze), wobei 2,79 Goldmark einem Gramm Gold entsprachen und die Reichsbank gegen Vorlage einer Banknote die entsprechende Menge in physisches Gold eintauschte. Die Golddeckung wurde zu Beginn des Ersten Weltkrieges aufgehoben; sie konnte danach nicht wieder eingeführt werden wegen der Reparationen, die die Goldreserven des Deutschen Reiches verschlangen, und wegen der Vervielfachung der in Umlauf gebrachten Papiergeldmenge. Diese faktische Umstellung auf nicht-goldgedecktes Geld (Vertrauenswährung oder Fiat Money) führte bereits während des Krieges zur Abwertung der Mark und ermöglichte die Hyperinflation der 1920er Jahre.
Lange Zeit entsprachen in den Vereinigten Staaten 20,67 US-Dollar einer Unze Gold. 1934 fand eine Abwertung des US-Dollars durch die Neufestlegung des Goldpreises auf 35 US-Dollar je Feinunze statt. Das neue Verhältnis wurde im Bretton-Woods-System von 1944 bestätigt.
Um Gold als Währungsalternative auszuschließen und um die Währungsreserven (Goldreserve) zu erhöhen, war der Goldbesitz in den USA zeitweise verboten. Von 1933 bis 1973 war Goldbesitz nur in Form von Schmuck und Münzsammlungen erlaubt. Präsident Franklin D. Roosevelt ließ Gold über die Executive Order 6102 konfiszieren. Präsident Richard Nixon beendete 1971 das Bretton-Woods-System und schaffte dessen Versprechen ab, dass alle Nationalbanken eine Feinunze Gold für 35 US-Dollars von der US-Notenbank verlangen können.
Da der Goldstandard die herausgegebene Geldmenge und die Höhe der Staatsverschuldung beschränkt, waren die Regierungen daran interessiert, ihre Währungen vom Gold zu lösen. In beiden Weltkriegen wurde der Goldstandard aufgegeben, da die benötigten Geldmittel zur Kriegsproduktion nur per Inflation aufzubringen waren. Heutzutage sind sämtliche Währungen der Welt vom Gold losgelöst, und erst dadurch war die extreme Ausweitung der heutigen Geldmengen und Schulden möglich. Die vorhandene Goldmenge würde zu den aktuellen Kursen nicht als Wertdeckung für eine bedeutsame Währung ausreichen. Das im Januar 2006 vorhandene Gold entsprach einem Marktwert von 2,5 Billionen € und wäre hypothetisch somit gerade einmal geeignet gewesen, die damaligen Staatsschulden Deutschlands und Spaniens zu decken. Im Falle einer erneuten Deckung von bedeutenden Währungen müsste der Goldkurs auf ein Vielfaches ansteigen.

### Elektronik

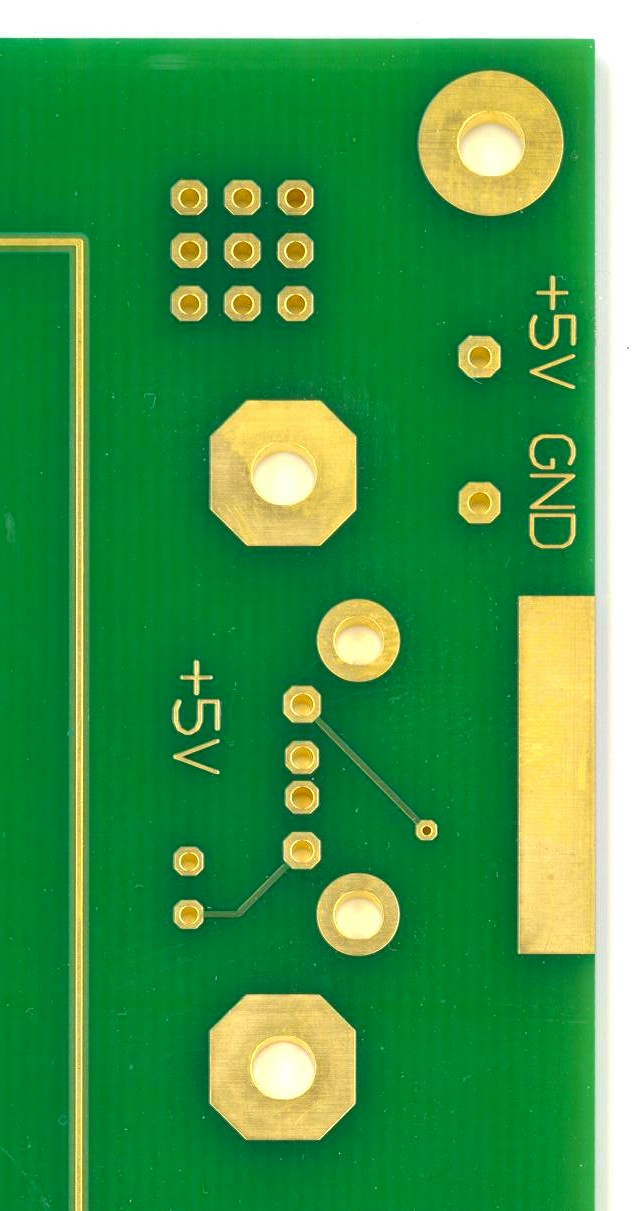
Vergoldete Kontakte einer Leiterplatte

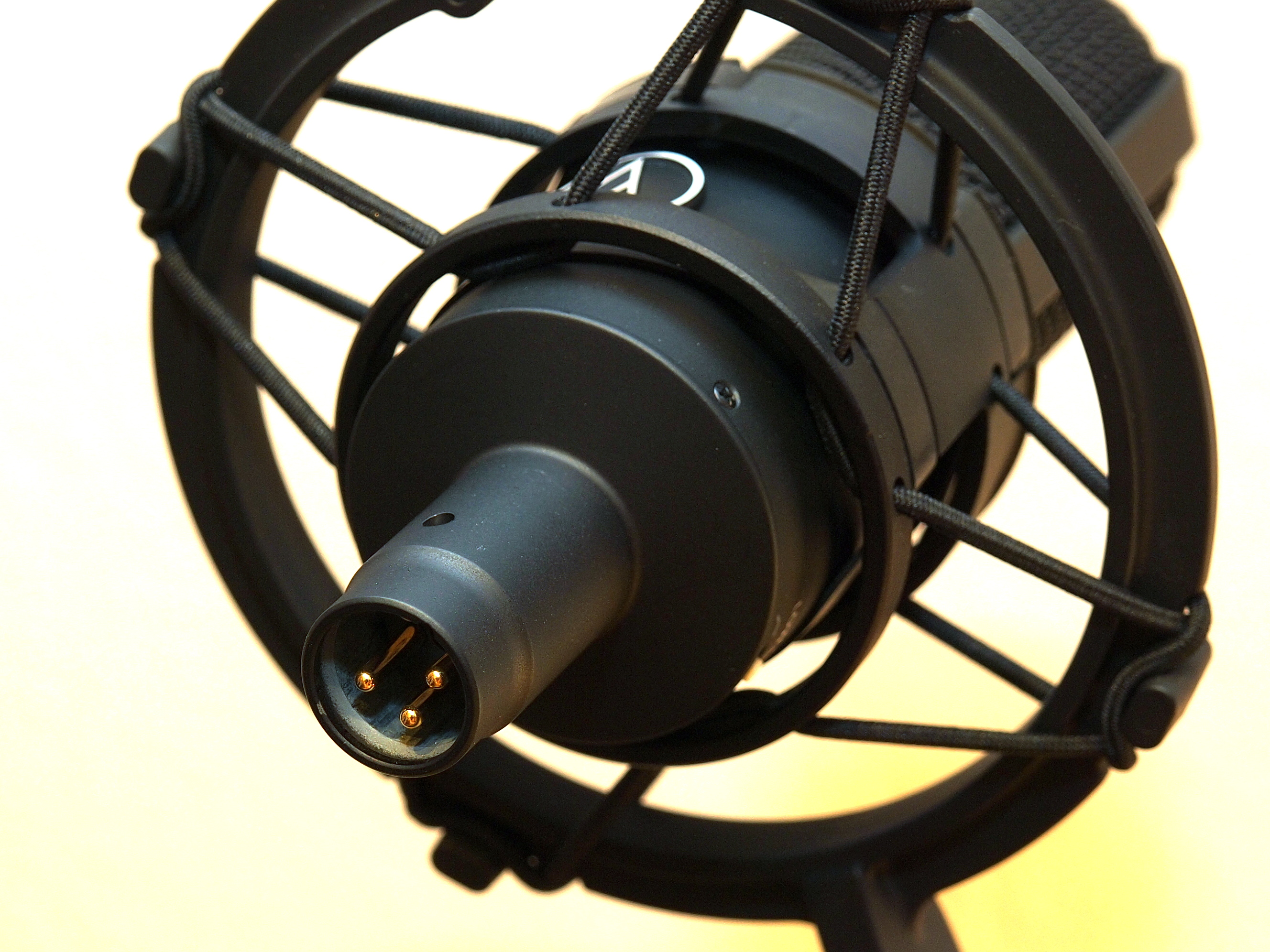
XLR-Anschlussbuchse eines Studiomikrofones mit vergoldeten Kontaktstiften

Die Elektronikindustrie verwendet Gold u. a. aufgrund der guten Verarbeitbarkeit und hervorragenden Kontaktgabe (hohe Korrosionsbeständigkeit, leichte Lötbarkeit):
- Bonden:
  - Bonddrähte (Verbindungsdrähtchen zwischen den Chips und den Anschlüssen Integrierter Schaltkreise) sowie Bondinseln und Leiterstrukturen werden teilweise aus reinem Gold gefertigt: ein Gramm lässt sich zu einem Bonddraht von mehr als drei Kilometern Länge ziehen. Aus Kostengründen werden zunehmend Bonddrähte aus Aluminium oder Kupfer eingesetzt.
  - Die Montage (Chipbonden) von mikroelektronischen und Laserdioden-Chips erfolgt auf vergoldeten Flächen
- Leiterplatten (ihre Kupferleiterbahnen und Kontaktierungsstellen) mit Direkt-Steckverbindern werden häufig vergoldet
- Schaltkontakte für Signalschalter und Relais
- Vergolden von Steckverbindern und Kontaktflächen („Hauchvergolden“ oder bis 1 µm Schichtdicke)

### Medizin
Wegen seiner Korrosionsbeständigkeit und ästhetischen Qualitäten wird es in der Zahnprothetik als Füll- oder Ersatzmaterial für defekte oder fehlende Zähne eingesetzt. Dabei kommen Legierungen zum Einsatz, da reines Gold zu weich wäre. Diese bestehen meist zu rund 80 % aus Gold und zu 20 % aus Beimetallen wie Platin. Die Popularität von Goldzähnen hat in westlichen Ländern zugunsten unauffälligerer Kunststoffimplantate abgenommen, während sie in vielen anderen Teilen der Erde nach wie vor häufig verwendet werden.
Einige Goldsalze wurden (intramuskulär verabreicht) heilend zur Rheumatherapie eingesetzt, etwa Aurothioglucose (Aureotan) als langsamwirkendes Langzeittherapeutikum. Die Goldsalze Natriumaurothiomalat und Auranofin wurden als Basismedikamente gegen rheumatoide Arthritis angewendet. Die Firma Bauer & Cie – Johann A. Wülfing bot mit Auro-Detoxin ein Präparat zur „Goldtherapie des chronischen Gelenkrheumatismus“ an. Goldtherapien erreichen ihre volle Wirkung erst nach mehreren Monaten und sind mit Nebenwirkungen verbunden. Es kann zu allergischen Reaktionen und bei unsachgemäßer Anwendung zu einer Schädigung von Leber, Blut und Nieren kommen. Etwa 50 % der Therapien mit Goldsalzen werden aufgrund der unerwünschten Wirkungen abgebrochen. In neuerer Zeit verdrängen preisgünstigere Medikamente mit besserem Nebenwirkungsprofil die Behandlung mit goldhaltigen Therapeutika.
1913 ließ der Arzneimittelhersteller Madaus das homöopathische Präparat Essentia Aurea: Goldtropfen patentieren, das unter der Marke „Herzgold“ verkauft und gegen Herz- und allgemeine Schwächezustände angewandt wurde.
Seit dem Mittelalter waren, zuerst bei den Arabern, wohl auch vergoldete Pillen in Gebrauch. Meist wurden unter „Goldenen Pillen“ (pillae aureae, pillulae aureae, güldîn körnlîn) jedoch aus verschiedenen Zutaten hergestellte Pillen bezeichnet, die im salernitanischen Antidotarium Nicolai aufgeführt und als „wertvoll wie Gold“ angeboten wurden. In der 1485 veröffentlichten Kompilation Gart der Gesundheit nennt sich deren Verfasser, Johann Wonnecke von Kaub, „im Zusammenhang mit einem Goldtrank, den er selbst schon oft verordnet hatte“.
Um 1935 wurden Versuche unternommen, die vor Einführung der Antibioka wenig erfolgreiche Syphilis-Therapie durch Anwendung von Goldpräparaten zu verbessern.
Mitte der 1970er Jahre entwickelte der amerikanische Tierarzt Terry Durkes die Goldimplantation zur Schmerztherapie arthrotischer Gelenke bei Hunden und Pferden, die seit 1996 auch in der Humanmedizin als alternativmedizinisches Verfahren angewandt wird. Ein wissenschaftlicher Wirkungsnachweis liegt nicht vor, das Verfahren ist in keiner Leitlinie genannt.

### Optik

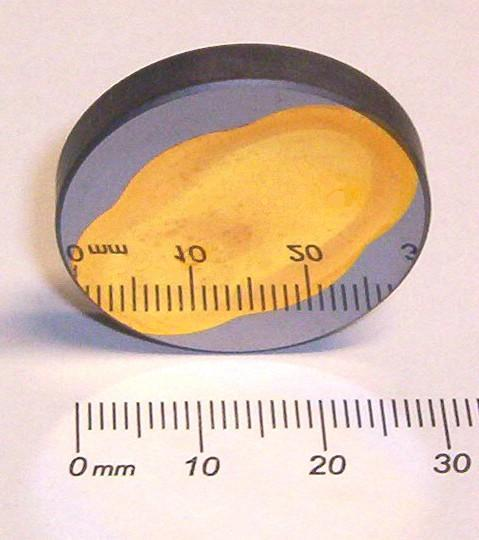
Goldbeschichteter Laserspiegel (Kohlendioxidlaser, 10,6 µm Wellenlänge)

Gold reflektiert Infrarot sehr gut (98 % bei Wellenlängen > 700 nm). Deshalb und wegen dessen Korrosionsbeständigkeit werden reflektierende Beschichtungen auf Gläsern, Strahlteilern und Spiegeln – auch Laserspiegel für Laser im mittleren Infrarot – sowie auf Hitzeschutzvisieren (Feuerwehr, Gießereien usw.) aus Goldschichten hergestellt (Sputtern, Bedampfen, ohne oder mit Schutzschicht).
Gold ist ein Dotand von Germanium (Germanium-Gold, kurz Ge:Au) – einem Halbleiter zum Nachweis von Infrarot von 1 bis etwa 8 µm Wellenlänge bei Kühlung auf 77 K nach dem Prinzip der Photoleitung.
Die Spiegelsegmente des am 25. Dezember 2021 gestarteten Weltraumteleskops James-Webb sind mit Gold bedampft, um Infrarot möglichst gut zu reflektieren.

### Nanopartikel
Nanoskopisch vorliegende metallische Goldpartikel, also solche mit einer Größe im Nanometer-Maßstab, sind in jüngster Zeit Schwerpunkt intensiver Forschung geworden, weil ihre Verwendung als heterogene Katalysatoren in organisch-chemischen Reaktionen neue, lösungsmittelfreie Verfahren zulässt. Dies ist Teil eines Prozesses der Umgestaltung der chemischen Produktionsweisen in Richtung einer grünen Chemie. Weiterhin werden Gold-Nanopartikel als inertes Trägermaterial mit verschiedenen Molekülen beschichtet, etwa zur Verwendung in einer Genkanone.
In diesem Zusammenhang wurde entdeckt, dass Gold-Nanopartikel nach Adsorption chiraler Substanzen selbst chirale Strukturen aufweisen können. Die Chiralität dieser Partikel kann durch die Enantiomere der Adsorbentien gesteuert werden, bleibt jedoch erhalten, wenn in achiraler (racemischer) Umgebung verfahren wird.

## Reinheit und Echtheit

### Feingehalt
| Karat | Gewichtspromille Gold in der Legierung | im Handel als | Atom % ca. |
| ----- | -------------------------------------- | ------------- | ---------- |
| 24 kt | 999                                    | Feingold 999  | 100        |
| 22 kt | 916⅔                                   | Gold 916      | 83         |
| 20 kt | 833⅓                                   | Gold 833      | 68         |
| 18 kt | 750                                    | Gold 750      | 50         |
| 14 kt | 583⅓                                   | Gold 585      | 38         |
| 10 kt | 416⅔                                   | Gold 417      | 23         |
| 9 kt  | 375                                    | Gold 375      | 20         |
| 8 kt  | 333⅓                                   | Gold 333      | 18         |

Die Reinheit von Gold wird historisch in Karat (abgekürzt kt) angegeben. 24 Karat entsprechen purem Gold (Feingold). Mit Einführung des metrischen Systems wurde die Umstellung auf Promille-Angaben vorgenommen. So bedeutet der Stempeleindruck „750“ in Goldware, dass das Metall von 1000 Gewichtsanteilen 750 Anteile (d. h. ¾) reines Gold enthält, entsprechend 18 Karat („585“ entspricht 14 Karat, „375“ entspricht 9 Karat und „333“ entspricht 8 Karat). Bullionmünzen haben entweder 916,6 Promille (American Eagle, Britannia (bis 2012), Krugerrand) oder 999,9 Promille Gold (American Buffalo, Britannia (seit 2013), Maple Leaf, Nugget, Wiener Philharmoniker). Die Reinheit kann mit einer Dezimalzahl angegeben werden, zum Beispiel als 0,999 oder 1,000 (Feingold).
Hochwertiger Schmuck wird international üblicherweise aus Goldlegierungen mit einem Feingehalt von 750 oder höher angefertigt. Dabei ist die Wahl des verwendeten Feingehaltes von regionalen und kulturellen Vorlieben beeinflusst. So werden auf dem amerikanischen Kontinent vor allem Legierungen mit 585 ‰ Goldanteil verwendet, während im Nahen Osten sattgelber Goldschmuck ab Feingehalten von etwa 20 bis 22 kt (833–916 ‰) aufwärts besonders geschätzt wird. Im thailändisch und malaiisch beeinflussten Südostasien und im chinesischen Kulturkreis geht dies traditionell sogar bis hin zu Schmuck aus reinem Feingold, der in diesen Kulturen als besonders hochwertig betrachtet wird.
Die Anteile an eventuell enthaltenen anderen Edelmetallen (Silber, Palladium, Platin, Rhodium, Iridium u. a.) werden bei der Stempelung nicht berücksichtigt.
Die verwirrende Vielfalt der Goldmünzen und die großen Unterschiede im Feingehalt an Gold wurde erst im 19. Jahrhundert eingeschränkt, als gesetzliche Regelungen für das Münzwesen eingeführt wurden, die den Nennwert der Goldmünzen, ihr Gewicht und ihren Goldgehalt festlegten.

### Goldimitate
Vor allem aufgrund des hohen Preises von Gold wurden Legierungen aus unedlen Metallen entwickelt, die als Goldimitat benutzt werden oder als Unterlage bei der Herstellung von Doublé Verwendung finden. Dies sind in den meisten Fällen ungenormte Kupferlegierungen mit den verschiedensten Zusätzen. Eine Legierung aus mindestens 50 % Kupfer und Zink als Hauptlegierungsanteil (bis über 44 %) ist als Messing bekannt. Die Zugabe von Blei (bis zu 3 %) erhöht die Zerspanbarkeit des Messings. Wichtige Messingsorten sind Tombak (über 67 % Kupfer) und Sondermessing (enthält weitere Metalle).
Eine solche Legierung muss mit Lack vor Oxidation geschützt werden, um ihr goldglänzendes Aussehen zu behalten.
Die Plasmabeschichtung mit Titannitrid führt zu sehr harten goldglänzenden Oberflächen, die neben technischen Anwendungen auch als Goldersatz dienen.
In antiken römischen Goldschmieden wurde auch Musivgold (chemisch ein Zinnsulfid) als Goldimitat eingesetzt.

### Prüfmethoden
Die Prüfung von Gold auf dessen Echtheit und Reinheit und somit die Wertbestimmung erfolgt durch verschiedene Methoden:
- Wiegen nach Archimedischem Prinzip: Feststellung des spezifischen Gewichts durch die Messung von verdrängtem Wasser und Vergleich mit offiziellen Listen. Eine einfache Methode mit einer Feinwaage, die aber bei vergoldetem Wolfram versagt.
- Strichprobe und Säuretest: Probierstriche werden mit Probiersäuren (meist Salpetersäure) in unterschiedlicher Konzentration betupft. Mit dieser Methode behelfen sich Goldschmiede, Münzsammler zur annähernden Bestimmung des Feingehaltes im Alltag. Beim Säuretest muss ein Teil des Prüflings abgerieben werden, so wird ein Materialverlust in Kauf genommen.
- Röntgenfluoreszenzspektrometer: Abtastung mit Röntgenstrahlen im Labor und Auswertung mit einem Computerprogramm. Sehr exakte Bestimmung des Feingehalts von Edelmetallen ohne Materialverlust, jedoch muss die notwendige Ausstattung vorhanden sein.
- Leitfähigkeitsanalyse mit der Wirbelstromprüfung: Mit Hilfe einer Spule wird ein wechselndes Magnetfeld erzeugt, welches Wirbelströme im Material induziert. Ein Sensor misst die elektrische Leitfähigkeit im Inneren des Metalles, welche mit dem Sollwert abgeglichen wird. Dies ist eine zerstörungsfreie Methode, um auch Münzen oder kleine Barren überprüfen zu können.[137]
- Magnetwaage: Gold wird als diamagnetisches Material von einem externen Magnetfeld abgestoßen. Diese Kräfte lassen sich am besten mit einer Magnetwaage messen, wodurch man z. B. Gold von Wolfram-Imitaten unterscheiden kann, die sich paramagnetisch verhalten und damit in das Magnetfeld hineingezogen werden.[138]

## Goldlegierungen

### Allgemeines

Farben von Legierungen aus Gold, Silber und Kupfer

Wegen seiner Weichheit wird Gold in elementarer, unlegierter Form kaum verwendet. Für die meisten Einsatzzwecke muss Gold legiert werden, um seine mechanischen (Härte), thermischen, physikalischen (Leitfähigkeit, Farbe) und strukturellen Eigenschaften entsprechend den speziellen Anforderungen anzupassen. Legieren bedeutet in diesem Zusammenhang letztlich ein „Verdünnen“ des reinen Goldes mit anderen Elementen, wobei seine Eigenschaften wie Farbe, Dichte, mechanische Festigkeit, Polierfähigkeit und weitere Eigenschaften aber auch sein Preis verändert werden. Die praktischen Verwendungsmöglichkeiten von Goldlegierungen und Feingold werden hauptsächlich durch ihre Farbe, Härte, Korrosionsfestigkeit und ihren Schmelzpunkt bestimmt, wobei die Härte auch durch Wärmebehandlung gesteuert werden kann. So spielt der Schmelzpunkt bei der Herstellung und Verarbeitung eine wichtige Rolle und die Farbe aus optischen Gründen beim Einsatz zu Schmuckzwecken. Weiterhin ist bei den gewünschten Eigenschaften zu unterscheiden, ob die Legierungen als Gussmaterial verarbeitet werden sollen oder wie herkömmlich als Knetlegierungen, also schmiedbar, zur Kaltverformung geeignet sein müssen. Erstere beinhalten Kornfeinungszusätze im Zehntelpromillebereich, die beim langsamen Erstarren der Schmelze in der Gussform das Kristallwachstum günstig beeinflussen.
Da Gold mit vielen Metallen und Metalloiden Legierungen und intermetallische Verbindungen bildet, ist eine Vielzahl von diesen für unterschiedliche Einsatzzwecke bekannt. Die wichtigsten Goldlegierungen setzen sich neben Gold aus Elementen der gleichen Gruppe des Periodensystems (Silber, Kupfer) und aus den benachbarten Gruppen (Nickel, Palladium, Platin, seltener Zink, Cadmium, Quecksilber) zusammen.
Klassische Goldlegierungen für Schmuck gehören dem Dreistoffsystem Gold-Silber-Kupfer an. Das Farbspektrum derartiger Goldlegierungen reicht von sattgelb über hellgrün und lachsrosa bis hin zu silberweiß. Diese Legierungen sind leicht herstellbar und gut zu verarbeiten. Je nach Art und Menge der zugesetzten Metalle verändern die Goldlegierungen ihre Eigenschaften in bestimmter Weise. Ist eine satte Eigenfarbe erwünscht, sind bei sehr edlen Goldlegierungen mindestens drei Viertel Massenteile Gold erforderlich. Höchste Festigkeit und Härte werden bei den eher blasseren Goldlegierungen mit einem Feingehalt um 585 erreicht, weshalb dieses empirisch gefundene Legierungsverhältnis seit langem verwendet wurde. Legierungen mit einem deutlich geringeren Feingehalt als diese sind hingegen bei unedlen Beimischungen durch langfristige Korrosionseffekte bedroht.
Je nach Anforderung werden durch Zusatz weiterer Metalle die Legierungseigenschaften wie erwünscht beeinflusst. So kann durch Zugabe kleiner Mengen von Iridium, Ruthenium, Rhenium, Zirkonium, Barium, Tantal, Niob (0,01–0,1 %) oder Kombinationen von Co/Ba, Co/Mo, Ni/Mo eine wirksame Kornfeinung erreicht werden, was aus Gründen der höheren Festigkeit und Formbarkeit erforderlich ist, um eine glatte Oberfläche zu erhalten. Dies ist insbesondere in der Schmuckherstellung und Zahnmedizin hilfreich. Kleinere Zusätze von Zink, Indium, Zinn, Cadmium oder Gallium wiederum senken die Schmelztemperaturen und die Oberflächenspannung der Metallschmelze bei nur geringfügiger Änderung der Farbe der Legierung. Dies ist eine Eigenschaft, die der Verwendung als Lotlegierungen für andere Goldwerkstoffe entgegenkommt. Mikrolegierungszusätze von Seltenen Erden, Leichtmetallen, Alkali- oder Erdalkalimetallen werden zur Erhöhung der Härte von Schmucklegierungen aus 24-karätigem Gold sowie für Bonddrähte in der Elektronik verwendet. Andere Zusätze wie Platin, Palladium, Nickel oder höhere Kupferanteile beeinflussen die Härte der Metalllegierung nur moderat, verändern aber die Farbe. Generell bewirken geringe Zusätze von bis zu 0,5 Gewichtsprozent einer Vielzahl von konventionellen unedlen Metallen zu Gold und Goldlegierungen keine signifikante Änderung der Härte. Eine Änderung der Härte durch Legierungszusätze erfolgt dabei grundsätzlich entweder durch Mischkristallbildung (wodurch elastische Wechselwirkungen zwischen Versetzungen und gelösten Atomen entstehen), in Ausscheidungshärtung unter Ausnutzung von Mischungslücken oder durch Dispersionshärtung. Zusätze wie Blei (bleihaltiges Lötzinn), Bismut, Phosphor, Schwefel und Leichtmetalle wie Aluminium (Kontakt von Golddrähten mit Aluminiumpads beim Bonden) machen Goldlegierungen spröde, sodass diese nicht mehr verformbar sind. Zusätze von etwas Silicium unterdrücken die Oberflächenoxidation beim Erhitzen in der Luft, verschlechtern aber die Kaltbearbeitungsfähigkeit und Lötbarkeit.
Die meisten handelsüblichen Dental- und Schmuckgoldlegierungen weisen häufig eine komplexe Kombination von fünf oder mehr Legierungselementen auf.

### Edelmetallanteile und Eigenschaften
Die Eigenschaften – insbesondere das „Edle“ der Goldlegierungen – werden durch das Verhältnis von Edelmetallatomen zur Gesamtanzahl der Atome in der Legierung bestimmt. Dazu gehören Korrosionsfestigkeit und Farbwirkung. Zum Beispiel Gold mit der Atommasse 197 und Kupferatome mit 63,5 (nur rund ein Drittel) bilden eine Legierung mit dem Atomverhältnis 1:1. Der Massenanteil von umgerechnet 756 Teilen Feingold – üblich sind jedoch nur 750 – suggeriert einen hohen Edelmetallgehalt, obwohl dieser über den Anteil der Goldatome (die Stückzahl) nur 50 % beträgt.
Somit sind bei den üblicherweise verwendeten 750er-Goldlegierungen weniger als die Hälfte der Atome Gold. Ein extremes Beispiel ist eine 333er-Goldlegierung, denn hier käme ein Goldatom auf 6 Kupferatome. Teilweise werden aber bis zu 9 andere Metalle verwendet. Dies erklärt die manchmal sehr unedlen Eigenschaften dieses Materials, wie hohe Anlaufneigung und geringe Farbtiefe. Viele Goldschmiede und Länder, wie die Schweiz, lehnen es daher ab, diese Legierung noch als „Gold“ aufzufassen.
Goldlegierungen haben in den meisten Fällen eine kubisch-flächenzentrierte, hexagonal dicht gepackte oder kubisch-körperzentrierte Kristallstruktur, aber es gibt daneben auch eine große Vielzahl weiterer Strukturtypen, insbesondere bei den intermetallischen Verbindungen. Die am häufigsten zur Legierung von Gold verwendeten Elemente (Ag, Cu, Ni, Pd und Pt) kristallisieren wie dieses mit kubisch-flächenzentrierten Einheitszellen und der Koordinationszahl 12. Daher bilden sie mit Gold leicht kontinuierliche Mischkristalle, zumal ihre metallischen Atomradien in bestimmten Fällen sehr ähnlich sind. Die Legierung mit Elementen mit anderen Gitterstrukturen oder größeren Unterschieden in den Atomradien wie den hexagonal kristallisierenden Metallen Zink, Cadmium oder Quecksilber führt zur Bildung zu komplexeren Kristallstrukturen.

### Farbgoldlegierungen
Die Zahlangabe 750/ooo – egal ob bei Weißgold, Rotgold oder Gelbgold – besagt immer, dass dieselbe Menge Feingold in der jeweiligen Legierung enthalten ist. Kupfer, Silber oder Palladium und andere Legierbestandteile können jedoch – je nach der gewünschten Farbe der Goldlegierung – in ihrer mengenmäßigen Zusammensetzung wechseln. Tönung und Farbintensität können theoretisch stufenlos und beliebig gewählt werden.

#### Rotgold
Rotgold ist eine Goldlegierung, bestehend aus Feingold, Kupfer und gegebenenfalls etwas Silber, um die mechanische Verarbeitbarkeit zu verbessern. Der relativ hohe Kupferanteil, der deutlich über dem des Silbers liegt, ist für die namensgebende „rote“ Färbung und Härte des Materials verantwortlich. Der Farbton ist Kupfer ähnlich.
Regional sind bestimmte Goldfarbtönungen beliebt; so werden im Osten und Süden Europas eher dunklere und farbstarke rötlichere Goldlegierungen verwendet. Umgangssprachlich wurde Rotgold in der DDR als Russengold bezeichnet; teilweise ist in Süddeutschland noch der Begriff Türkengold gebräuchlich. Russengold hat den ungebräuchlichen Feingehalt von 583 und ist daran sehr gut zu erkennen. Die Färbung ist etwas heller als bei Rotgold anderer Herkunft. Helles, ins Rosa gehendes Gold mit geringem Kupferanteil, das dafür neben Silber auch Palladium enthalten kann, wird als Roségold angeboten.

#### Gelbgold
Dabei handelt es sich um eine dem Feingold ähnelnde gelbe Goldlegierung aus Feingold mit Silber und Kupfer. Mit abnehmendem Goldgehalt reduziert sich die Tiefe des Gelbtons sehr schnell. Üblicherweise ist das Verhältnis der dem Gold zugesetzten Metalle untereinander ca. 1:1. Die Farbe reicht von hellgelb mit deutlichem Silberanteil bis zu gelborange mit dem umgekehrten Verhältnis zum Kupferzusatz. Gelbgold ist durch ihren hohen Erkennungswert weltweit mit Abstand die beliebteste Goldfarbe.

#### Grüngold
Grüngold (englisch Green Gold) ist eine grünlichgelbe Goldlegierung ohne Kupferzusatz. Die Farbe entsteht durch Annäherung an das Atomverhältnis Gold:Silber 1:1 was im optimalen Fall einem Goldanteil von 64,6 % entspricht, bei dem der deutlichste Grünton auftritt. Da in diesem Falle der Silberanteil schon rund 35,4 % beträgt, ist der Farbton relativ hell. Üblich sind in den USA Massenverhältnisse bei Gold:Silber von 3:2 (als 18 Karat bezeichnet), aber auch Zusätze geringer Anteile Kupfer bis etwa 10 %. Bis zur Hälfte des Silbers lässt sich durch Cadmium ersetzen, was in England üblich war und den Grünton intensiviert, die günstigen Anlaufeigenschaften und die Schmelztemperatur allerdings reduziert. Die Legierungen werden sehr weich und wenig farbstark, weshalb mit einem Goldanteil von 75 % gearbeitet wird. Grüngold wird zum Beispiel auch zur Darstellung von Laubblättern oder ähnlichem verwendet.

#### Weißgold und Graugold

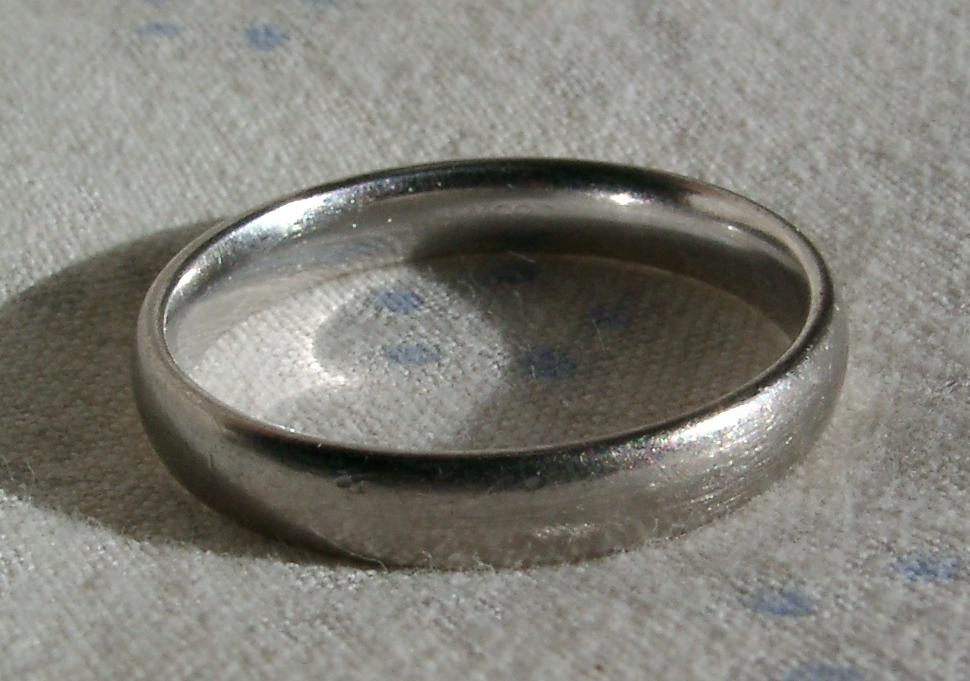
Ein Ring aus rhodiniertem Weißgold (Palladiumgoldlegierung)

Weißgold als Sammelbegriff bezeichnet Goldlegierungen, die durch Beimischung deutlich entfärbender Zusatzmetalle eine weiß-blassgetönte Goldlegierung ergeben. Als Legierungszusätze werden hauptsächlich das Platinnebenmetall Palladium, (früher sehr häufig) Nickel oder Silber verwendet. Der Rest, der dann noch bis zum berechneten Gesamtvolumen fehlt, wird oft aus Kupfer oder Silber gestellt. Auch Platin wird als Legierungsbestandteil für Weißgold verwendet. Es bildet mit Gold eine schwere, teure, sehr korrosionsbeständige und gut aushärtbare Legierung. Die in präkolumbischer Zeit in Südamerika hergestellten Platinobjekte bestehen aus diesem weißlich-beige bis schmutzig-grau aussehenden Material.
Im frankophonen Sprachraum sind diese Werkstoffe treffender als or gris, „Graugold“, bekannt.
Viele Metalle bilden mit Gold „weiße“ Legierungen, so Quecksilber oder Eisen (durch die Legierung mit dem Edelmetall Gold wird Eisen nicht rostfrei).
Nickelhaltiges Weißgold (eine Gold-Kupfer-Nickel-Zink-Legierung mit variablen 10–13 % Nickelanteil) kann als durch den Nickelzusatz entfärbte Rotgoldlegierung aufgefasst werden. Demzufolge ist es relativ hart und kann bis zur Federhärte gewalzt, gezogen oder geschmiedet werden. Die hohe Grundfestigkeit ermöglicht beispielsweise geringere Wandstärken bei gleicher Stabilität. Weitere Eigenschaften wie hervorragende Zerspanbarkeit und Polierbarkeit sind von großem Vorteil. Dazu kommen noch der niedrige Schmelzpunkt und günstigere Preis, der wiederum daraus resultiert, dass keine weiteren Edelmetalle im Zusatz enthalten sind und die Dichte geringer ist als beim palladiumlegierten Pendant. Für mechanisch beanspruchte Teile wie Broschierungen, Nadeln, Scharniere und Verbindungsteile wurde dieses Material von den Schmuckherstellern und Juwelieren aufgrund der Festigkeit sehr geschätzt. Nickelweißgold ist die Basis von weißgoldenen Lotlegierungen. Da jedoch der Nickelanteil auf der Haut allergische Reaktionen hervorrufen kann, wird es mittlerweile in fast allen modernen Schmucklegierungen weitestgehend vermieden.
Die edlere Alternative ist palladiumhaltiges Weißgold, eigentlich treffender als Graugold zu bezeichnen. Es ist vergleichsweise weich, wobei es unterschiedliche Rezepturen von harten bis weichen Legierungen gibt. Es handelt sich um Mehrstofflegierungen mit bis zu sechs Komponenten. Der Grundfarbton der palladiumbasierten Goldmischungen ist allgemein dunkler, eben „grauer“ als der des nickelbasierten Weißgoldes. Der Palladiumzusatz mit ca. 13–16 % muss höher als beim Nickelweißgold gewählt werden, um die Gesamtmischung vergleichbar zu entfärben. Üblicherweise werden diese Weiß-/Graugoldlegierungen nach der Bearbeitung meist rhodiniert. Daher ist es weniger wichtig, dass die Legierung ganz farbrein weiß oder hellgrau erscheint, und es wird bewusst am Palladiumzusatz gespart, welcher den Preis deutlich auftreibt und zudem die Mischung nachteilig dunkler färbt. Nativ sehen diese Werkstoffe demzufolge oft leicht beige aus. Der Unterschied zu Platin oder Silber ist augenfällig. Die Verarbeitungseigenschaften, wie Zerspanbarkeit, die bei maschinellem Drehen beispielsweise von Trauringen gefordert ist, stellen andere Anforderungen an die Werkzeuge. Die Gießeigenschaften (höherer Schmelzpunkt und höhere Oberflächenspannung der Schmelze) unterscheidet sich vom nickelbasierten Pendant. Eine strukturelle Zähigkeit der Legierungen erhöht den Aufwand der Hochglanzpolitur in ungewohnter Weise. Nachteilig ist der erhöhte Preis durch den nicht unbeträchtlichen Palladiumanteil und die höhere Dichte des Materials. Positiv zeigen die Legierungen ihren hohen Anteil an Edelmetallen (Gold-Palladium-Silber) in deren Eigenschaften. Ein Schmuckstück in Palladiumweißgold war im Januar 2007 ca. 20 % teurer als das vergleichbare aus Gelbgold bei gleichem Feingehalt.
Anbieter von Goldlegierungen entwickeln immer wieder neuartige Werkstoffe. So gibt es Weißgoldlegierungen mit Cobalt, Chrom, Mangan-Germanium und anderen Metallen. Verarbeitungsprobleme, Preisentwicklungen oder mangelnde Akzeptanz der Kunden lassen solche neuen Goldlegierungen häufig schnell wieder vom Markt verschwinden.
Da sich „weißes“ Gold nur sehr schwer elektrochemisch abscheiden lässt, werden Schmuckerzeugnisse aus Weißgold in der Regel auf galvanischem Wege rhodiniert. Dieser Überzug mit Rhodium, einem Platin-Nebenmetall, bewirkt eine Farbverbesserung hin zu einem reinen, silberartigen Weiß sowie eine verbesserte Kratzfestigkeit gegenüber der unbeschichteten Metalloberfläche aus reinem Weißgold. Dieser Rhodiumüberzug muss nicht explizit angegeben werden. Durch Abtragen dieses Überzuges kommt das eigentliche Weiß- oder Graugold wieder zum Vorschein, was bei Trauringen oft zu optischen Beeinträchtigungen führt. In den letzten Jahren werden daher Weißgoldringe bewusst in ihrer Naturfarbe verkauft, um Enttäuschungen beim Verbraucher zu vermeiden.

#### Andere Farben
Weitere Farben können durch die Bildung von Oxiden oder Patina auf der Oberfläche auf Gold oder Goldlegierungen durch chemische oder thermische Behandlungen oder durch Beschichtung der Oberfläche mit dünnen Schichten anderer Materialien erzielt werden. Damit können theoretisch beliebige Farben erzeugt werden, die sich jedoch beim Tragen als Schmuck sehr schnell abnutzt. Deswegen wurden eine Reihe von farbigen Goldlegierungen untersucht. Die drei intermetallischen Goldverbindungen, die die größte Aufmerksamkeit auf sich gezogen haben, sind das purpurne oder violette AuAl2 sowie die bläulichen AuIn2 und AuGa2. AuAl2 hat in der Elektronikindustrie als Purpurpest große Aufmerksamkeit erlangt.

### Titan-Gold-Legierung
Eine aushärtbare Titan-Gold-Legierung mit 99 % Gold und 1 % Titan wird in der Elektronikindustrie, für Trauringe und in der Medizintechnik eingesetzt. Der hohe Edelmetallanteil in Verbindung mit hoher Festigkeit machen den Werkstoff interessant. Die gelbe Farbe ist vergleichbar mit der von 750 Gelbgold, jedoch „grauer“. Durch den Titanzusatz ist die Legierung beim Schmelzen sehr empfindlich und reagiert mit Sauerstoff und Stickstoff.

## Verbindungen
Gold kommt in seinen Verbindungen hauptsächlich in den Oxidationsstufen +1 und +3 vor. Daneben ist −1-, +2- und +5-wertiges Gold bekannt. Goldverbindungen sind sehr instabil und zersetzen sich bei Erwärmung leicht unter Entstehung von elementarem Gold.
- Gold(III)-oxid (Au2O3) ist aufgrund des edlen Charakters des Elements nicht durch Verbrennung mit Sauerstoff zugänglich. Stattdessen wird von in wässriger Lösung stabilem Trichlorogold-Hydrat (AuCl3(H2O)) (als Säure eigentlich mit Hydrogentrichlorohydroxidoaurat(III) H[AuCl3(OH)] zu bezeichnen) ausgegangen, das, mit Lauge versetzt, als Gold(III)-hydroxid ausfällt. Beim Trocknen spaltet dieses Wasser ab und ergibt Gold(III)-oxid. Oberhalb von 160 °C zerfällt das Oxid wieder in die Elemente.
- Gold(III)-chlorid (AuCl3) entsteht beim Behandeln von Goldstaub mit Chlor bei ca. 250 °C[148] oder aus HAuCl4 und SOCl2. Es bildet dunkelorangerote Nadeln, die in Wasser, Alkohol und Ether löslich sind. Wasser zersetzt AuCl3 zu Hydroxotrichlorogold(III)-säure, H[Au(OH)Cl3].
- Tetrachloridogoldsäure, H[AuCl4] Das Tetrahydrat bildet zitronengelbe, lange, an feuchter Luft zerfließliche Kristallnadeln, die sich in Wasser und Alkohol sehr leicht lösen; bei Lichteinwirkung treten violettbraune Flecken auf. HAuCl4 entsteht, wenn die braunrote Gold(III)-chlorid-Lösung mit Salzsäure versetzt wird oder Gold in Königswasser gelöst und mit Salzsäure eingedampft wird. Es wird in der Medizin als Ätzmittel sowie in der Photographie (Goldtonbäder) und in der Galvanotechnik (Vergoldung) verwendet. Das Goldchlorid des Handels ist meist HAuCl4, das gelbe „Goldsalz“ dagegen Natriumgoldchlorid, Na(AuCl4) · 2 H2O.
- Gold(I)-sulfid und Gold(III)-sulfid
- Goldcyanide, Natrium- bzw. Kaliumdicyanidoaurat(I) (Na- bzw. K[Au(CN)2]), die beim Vergolden und in der Cyanid-Laugerei eine Rolle spielen. Gewonnen werden sie durch Auflösen von Gold in einer Kalium- oder Natriumcyanidlösung:

{\displaystyle {\ce {2Au + 1/2O2 + H2O + 4KCN -> 2K[Au(CN)2] + 2KOH}}}
- Eine ähnliche Reaktion tritt auf, wenn Gold in einer Thioharnstofflösung gelöst wird. Beispiel anhand der Abwasseraufbereitung:

{\displaystyle {\ce {2Au + 4{Thioharnstoff (TH)}+ Fe2(SO4)3 -> [Au(TH)2]2SO4 + 2FeSO4}}}
- Caesiumaurid ist ein Beispiel für Gold als Anion mit der formalen Oxidationsstufe −1: CsAu = Cs+Au−
- Gold(V)-fluorid ist ein Beispiel für eine Goldverbindung, die Gold in der Oxidationsstufe +5 enthält.
- Gold(II)-sulfat, AuSO4, ist eine der wenigen Verbindungen mit Gold in der Oxidationsstufe +2.[149]
- In der Biologie wird Gold-Thioglucose verwendet, um bei Nagetieren experimentell Fettleibigkeit auszulösen.

Goldverbindungen können aufgrund der Giftigkeit des Verbindungspartners zum Teil sehr giftig sein, etwa Tetrachloridogoldsäure und die Goldcyanide.

## Biologische Bedeutung
Gold und Goldverbindungen sind für Lebewesen nicht essenziell. Da Gold in Magensäure unlöslich ist, ist beim Verzehr (etwa als Dekoration) von reinem, metallischem Gold keine Vergiftung zu befürchten. Reichern sich hingegen Gold-Ionen, zum Beispiel bei übermäßiger Aufnahme von Goldsalzen, im Körper an, kann es zu Symptomen einer Schwermetallvergiftung kommen. Die meisten Pflanzenwurzeln werden durch Gabe (hoher Mengen) an Goldsalzen geschädigt.
Bei Goldfüllungen und goldhaltigem Zahnersatz können die in den Goldlegierungen enthaltenen anderen Bestandteile, beispielsweise Zink, allergieauslösend sein.

## Metaphorische Verwendung und Symbolik
Mit Gold, das für wertvoll und kostbar steht, werden andere wertvolle Sachen ebenfalls bezeichnet. Meist wird ein Adjektiv hinzugesetzt, wie „Schwarzes Gold“ für Öl. Wörter und Redewendungen, in denen Gold vorkommt, sind zudem in ihrer Bedeutung meist positiv oder euphemistisch besetzt.
Beispiele:
- Schwarzes Gold – Kaffee, Kaviar, Kohle, Öl, Pfeffer, Reifen (Rennsport), Shakudō, Sklaven, Trüffel
- Weißes Gold – Marmor, Speisesalz, Kokain, Baumwolle, Porzellan, Elfenbein, Spargel
- Blaues Gold – Trinkwasser (in wasserarmen Gebieten)
- Rotes Gold – Wein, Safran, Tomate
- Grünes Gold – Zuckerrohr, Jade
- Flüssiges Gold – Honig, Whisky, Bier
- Gold des Meeres (Meeresgold) – Korallen
- Gold des Nordens – Bernstein
- Ackergold – Kartoffel
- Katzengold oder Narrengold – Pyrit
- Trompetengold – scherzhafte Bezeichnung für Messing
- Nasengold – Kokain, Nasensekret (Popel)
- Hüftgold – energiereiche Nahrungsmittel bzw. Fettpolster am Körper
- Betongold – Immobilien
- goldrichtig – absolut richtig
- sich eine goldene Nase verdienen – bei Geschäften finanziell sehr erfolgreich sein
- Goldener Oktober – milde, sonnige Wetterperiode im Oktober eines Jahres, so genannt wegen des goldgelb gefärbten Laubes.
- Herz aus (purem) Gold – Wesenszug, der durch Fürsorglichkeit, Mitmenschlichkeit und Aufopferung gekennzeichnet ist.
- goldene Hände haben – handwerklich besonders begabt sein
- goldene Mitte, Goldener Mittelweg – Kompromisslösung
- Goldener Schnitt – harmonisch wirkende Teilung einer Strecke, Rechteck mit harmonischem Seitenverhältnis
- Goldene Hochzeit

Es gibt zu diesen positiv besetzten Ausdrücken Gegenbeispiele, so sind goldene Wasserhähne nicht nur Zeichen von großem Luxus, sondern Sinnbild für Dekadenz. Als „Blutgold“ wurden illegal ausgeführte Goldmengen während des Zweiten Kongokriegs bezeichnet, mit denen die beteiligten Milizen ihre Waffenkäufe finanzierten (vgl. auch →Blutdiamanten).
Schrottsammler bezeichnen Kupfer als „Gold“, da sie unter den gängigen Metallen für Kupfer den höchsten Preis erzielen.

## Heraldik
Die heraldische Bezeichnung „Gold“ steht für Gelb (wie „Silber“ für Weiß). Gelb und Weiß werden in der Heraldik als „Metalle“ bezeichnet und sollten, wenn beide im gleichen Wappen vorkommen, durch eine „Farbe“ (etwa Rot, Blau, Grün, Schwarz) voneinander getrennt sein (siehe Tingierung).

## Dokumentationen
- Die Gier nach Gold: Sagenhafte Schätze. TV-Dokumentation in HD von Tanja Dammerts, Almut Faass, Deutschland 2022, Spiegel TV für ZDF / ZDFinfo und arte.
- Die Gier nach Gold: Gefährliche Jagd. TV-Dokumentation in HD von Tanja Dammerts, Almut Faass, Deutschland 2022, Spiegel TV für ZDF / ZDFinfo und arte.